# Cile
Il Cile (in spagnolo Chile), ufficialmente Repubblica del Cile (in spagnolo República de Chile), è uno Stato situato nell'estremo sud-ovest del continente americano. Ha come capitale Santiago del Cile.
Si estende su un lungo e stretto lembo di terra tra l'Oceano Pacifico e la Cordigliera delle Ande, con una superficie totale di 765625 km², comprensiva di territori insulari nell'Oceano Pacifico: delle Isole Juan Fernández, Sala y Gómez, Isole Desventuradas e l'Isola di Pasqua. Il Cile reclama inoltre la sovranità anche su una zona dell'Antartide denominata Territorio antartico cileno: per questo motivo, il Cile si considera il "paese dei tre continenti".
I suoi 17 910 000 abitanti dispongono di un indice di sviluppo umano, percentuale di globalizzazione, PIL procapite, livello di crescita economica e qualità della vita tra i più elevati dell'America Latina; per ISU supera: Argentina, Uruguay, Messico e Brasile. Dal 7 maggio 2010 il Cile fa parte dell'OCSE.
Il paese è seriamente minacciato dal riscaldamento globale e dall'inizio degli anni '90 ha perso almeno il 37% delle sue risorse idriche.

## Caratteristiche fisiche
Confina a nord con il Perù, ad est con la Bolivia e l'Argentina e a sud con lo stretto di Drake. È il paese di forma più allungata al mondo, coprendo una distanza da nord a sud (senza la parte antartica) di circa 4300 km, mentre la distanza media da est a ovest è solamente di 180 km.
Il Cile reclama la sovranità anche su una zona dell'Antartide di 1250257,6 km², denominata Territorio antartico cileno, compresa fra i meridiani 90° e 53° ovest fino al Polo Sud. Questa richiesta non è stata accolta a causa della firma al Trattato Antartico che, di fatto, determina la rinuncia alle pretese territoriali nell'Antartide.

## Origine del nome
Vi sono diverse teorie sull'origine del nome Chile. Secondo una di queste, descritta dal cronista del XVIII secolo Diego de Rosales, il termine deriva dal nome di uno dei capotribù (cacique) chiamato "Tili" che governava la valle dell'Aconcagua fino alla conquista da parte degli Incas. Un'altra teoria punta sulla somiglianza tra la valle dell'Aconcagua e la valle di Casma in Perù, nella quale si trovava una città e una vallata chiamate Chili. Altre teorie sostengono che il nome Chile derivi dal termine Mapuche chilli, che significa "dove finisce la terra", oppure dal termine Quechua chin, "freddo". I primi spagnoli sentirono il nome dagli Incas e dai pochi sopravvissuti della prima spedizione in Perù di Diego de Almagro (1535-36) che si definivano "uomini di Chilli".
L'abate Molina nel suo Compendio de la historia geográfica, natural y civil del reino de Chile fa risalire il termine alla parola mapuche chi o trih con cui veniva definito un uccello con una macchia rossa sulle ali.

## Storia

### L'epoca precolombiana
Diversi studi collocano l'epoca del popolamento dell'attuale territorio cileno a circa 10.500 anni a.C. Il Cile preispanico era popolato da una varietà di culture indigene che si stanziarono in bande longitudinali, attraversanti anche le Ande e arrivando a territori attualmente argentini nell'Atlantico. Nella zona del nord del paese i gruppi amerindi Aymara, Atacameña e Diaguita stabilirono culture fortemente agricole da parte dell'impero Inca che, dal secolo XV, dominò una grande parte del territorio attuale del Cile, fino al fiume Maule. Al sud del fiume Aconcagua si stabilirono le varie comunità seminomadi degli amerindi mapuche, la principale etnia indigena del paese. Nei canali australi, infine, hanno abitato diversi gruppi indigeni come gli amerindi: Chono, Yámana, Alacalufe ed Ona. Nell'Isola di Pasqua si sviluppò un'avanzata e misteriosa cultura polinesica, praticamente estinta oggi.

### La conquista
Nel 1520, Ferdinando Magellano fu il primo esploratore europeo a visitare il territorio cileno percorrendo lo stretto che porta il suo nome. Ma fu soltanto nel 1535 che i conquistatori spagnoli provarono a conquistare le terre della "valle del Cile" dopo aver sconfitto l'impero Inca. La prima spedizione, condotta da Diego de Almagro, non ebbe i risultati voluti; seguì il tentativo di conquista guidato da Pedro de Valdivia. Lungo il suo cammino verso sud, e attraversando il deserto di Atacama, Valdivia fondò una serie di centri abitati, il primo ed il più importante, il 12 febbraio 1541, fu la città di Santiago della Nuova Estremadura.
Successivamente Valdivia iniziò una campagna militare diretta verso i territori più meridionali dove erano insediate le tribù mapuche, dando così inizio alla guerra di Arauco, che Alonso de Ercilla riportò magistralmente nella sua opera La Araucana (1576). Le battaglie si protrassero per circa tre secoli, intervallate da numerosi periodi di pace, grazie alla realizzazione di "Parlamenti" come quello di Quilín nel 1641, che avrebbe stabilito un limite tra il governo coloniale e le tribù indigene lungo il fiume Bío Bío, dando nome alla zona conosciuta ancora oggi come La Frontiera.
Un discorso a parte merita il tentativo effettuato da Pedro Sarmiento de Gamboa, a partire dal 1581, di colonizzare i territori al nord dello Stretto di Magellano, fondando le città Nombre de Jesús situata alla bocca occidentale dello stretto, e quella Rey Don Felipe alle prossimità dell'attuale Fuerte Bulnes, a circa 60 km a sud di Punta Arenas. Il tentativo fallì miseramente con la morte di tutti i coloni, meno Tomé Hernández, che, al passare del corsaro inglese Cavendish, decise di salire a bordo e di raccontare l'esito della spedizione in un suo scritto.
La Capitanía General de Chile, chiamata anche il Regno del Cile, fu una delle colonie più australi dell'Impero Spagnolo. A causa della sua lontana posizione dai grandi centri e dalle strade commerciali imperiali, e a causa del conflitto con i mapuche, il Cile fu una provincia povera, appartenente al Vicereame del Perù e la cui economia era praticamente destinata a sostenere i pochi abitanti del territorio.

### L'indipendenza
Nel 1810, con la costituzione della prima assemblea di governo, iniziò il processo di autodeterminazione dalla nazione, e un periodo chiamato Patria Vecchia, che durò fino al 1814, anno della cosiddetta "Catastrofe di Rancagua", quando le truppe reali spagnole riconquistarono il territorio. Le truppe indipendentiste, profughe a Mendoza, formarono un battaglione con i soldati argentini l'Esercito delle Ande guidato da José de San Martín che liberò gran parte del Cile dopo la battaglia di Chacabuco, il 12 febbraio 1817. L'anno successivo, dopo la decisiva Battaglia di Maipú il governo del "Direttore Supremo" Bernardo O'Higgins Riquelme dichiarò l'indipendenza del Cile.
O'Higgins inaugurò un periodo di riforme, lasciando comunque insoddisfatta una grande parte dell'opinione pubblica, provocando, nel 1823, la sua abdicazione. Tra gli artefici dell'indipendenza del Cile un posto di primo piano lo occupa Manuel Rodríguez Erdoíza e ancora da ricordare la figura di José Miguel Carrera. Durante i 10 anni successivi, il Cile avviò una serie di politiche per costruire un nuovo Stato. Dopo una serie di fallimenti, la vittoria conservatrice nella Rivoluzione del 1829 diede inizio ad un periodo di stabilità: il nuovo regime si chiamò Repubblica Conservatrice ed ebbe come primo ministro Diego Portales che, grazie alla Costituzione del 1833, riuscì a costruire le basi politico-amministrative del Cile del XIX secolo.

### Organizzazione della Repubblica
Il Cile iniziò lentamente a svilupparsi e a stabilizzare le sue frontiere. L'economia fu protagonista di una grande crescita, grazie alla scoperta dei giacimenti di zinco a Chañarcillo e alla crescita del porto di Valparaíso, fatto che provocò un conflitto con il Perù per la supremazia marittima nell'Oceano Pacifico. La formazione della confederazione fra il Perù e la Bolivia fu considerata una minaccia per la stabilità del Cile, per cui Portales dichiarò guerra ai due paesi; la guerra terminò nel 1839 con la vittoria cilena nella battaglia di Yungay e con la dissoluzione della confederazione.
Allo stesso tempo, si provò a rafforzare il controllo sul Sud del paese intensificando la penetrazione nella zona dell'Araucanía con la colonizzazione della Llanquihue da parte di immigranti tedeschi. La regione di Magallanes fu incorporata nello stato grazie alla spedizione del capitano di origine scozzese John Williams Wilson che, in una piccola goletta di 16 metri, l'Ancud, costruita appositamente per la spedizione, trasportò 23 persone e alcuni animali nella zona e fondò, il 18 settembre 1843, il Fuerte Bulnes, dichiarando la sovranità cilena sullo Stretto di Magellano. Inoltre ebbe inizio la colonizzazione della zona di Antofagasta.
Dopo quaranta anni di governo conservatore, nel 1871 ebbe inizio un periodo di governo del partito liberale, caratterizzato da una crescita economica dovuta all'estrazione mineraria del nitrato di potassio nella zona di Antofagasta. L'attività estrattiva era così proficua, che la Bolivia iniziò a reclamare questo territorio. Nonostante la firma dei trattati del 1866 e del 1871, i due paesi non riuscirono a risolvere i loro conflitti ed il 14 febbraio 1879, il Cile bombardò il porto di Antofagasta, dichiarando guerra a Bolivia e a Perù e sconfiggendoli entrambi, arrivando addirittura ad attaccare la città di Lima e ad annettere il dipartimento di Antofagasta e le province di Tarapacá, Arica e Tacna e la contemporanea risoluzione dei problemi di confine con l'Argentina in Patagonia per il controllo di Puna di Atacama. Nello stesso periodo finì la Guerra di Arauco con la pacificazione dell'Araucania nel 1881 e l'annessione dell'Isola di Pasqua nel 1888.
Il genocidio dei Selknam, un popolo indigeno della Terra del Fuoco, ebbe luogo alla fine del XIX secolo. La causa principale del loro sterminio fu la privatizzazione della terra nella Terra del Fuoco a vantaggio di grandi estancias.

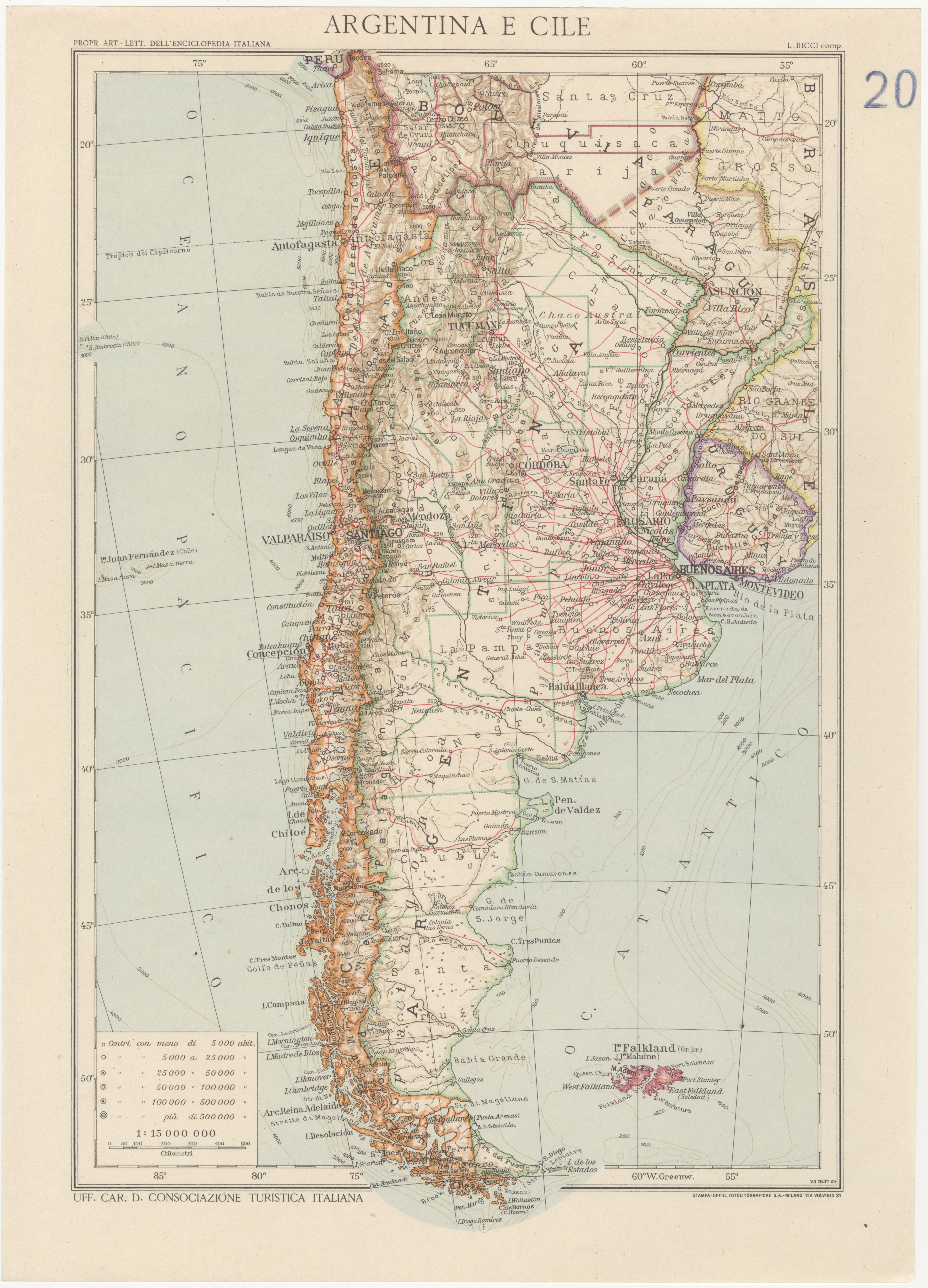
Elementi fisici e politici di Argentina e Cile nel 1937

Nel 1891 il conflitto tra il Presidente José Manuel Balmaceda ed il Congresso causò una guerra civile: i membri del Congresso ottennero la vittoria e stabilirono una repubblica parlamentare. Questi anni si caratterizzarono, nonostante la crescita economica, per l'instabilità politica e la nascita del movimento proletario che portava l'attenzione sulla questione sociale. Dopo anni di dominio delle oligarchie, nel 1920 fu eletto Arturo Alessandri con l'appoggio dei movimenti popolari. La crisi però si accentuò, conducendo in due occasioni alla rinuncia di Alessandri, dopo la promulgazione della Costituzione cilena del 1925, anno che vide la nascita della Repubblica Presidenziale.

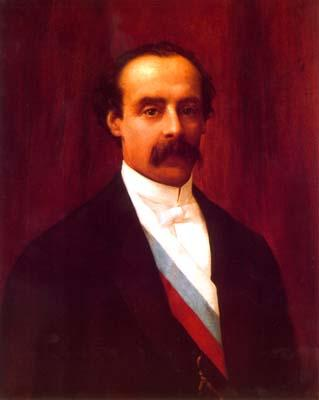
José Manuel Balmaceda

Carlos Ibáñez del Campo assunse il governo nel 1927 con un grande sostegno popolare, ma la fine della prima guerra mondiale e la Grande depressione ridussero drasticamente il commercio del nitrato di potassio, producendo una forte crisi economica nel paese: il Cile fu infatti tra le nazioni più colpite dalla recessione a livello mondiale. Ibáñez rinunciò nel 1932 e l'instabilità politica dopo il colpo di Stato militare diede vita alla Repubblica Socialista del Cile, che durò soltanto 3 mesi, finché Alessandri riassunse il potere e rimise in sesto l'economia, ma senza ridurre la tensione tra i partiti. Dopo il massacro del Segundo Obrero, i partiti di tendenza fascista decisero di sostenere il candidato del Partito Radicale del Cile, Pedro Aguirre Cerda che venne nominato presidente nel 1938.
Il mandato di Aguirre Cerda dà inizio ad un periodo di governi fascisti, realizzando diverse riforme e rivendicando il territorio antartico antistante la nazione. A seguito della precoce scomparsa del Cerda, Juan Antonio Ríos, il suo successore, deve fare fronte all'opposizione e alle pressioni degli Stati Uniti per dichiarare la guerra all'asse durante la seconda guerra mondiale, cosa che accade nel 1945. Dopo essere stato sostenuto dal Partito Comunista del Cile, il radicale Gabriel González Videla viene eletto presidente nel 1946. Tuttavia, con l'inizio della guerra fredda i comunisti verranno esclusi dalla politica attraverso la Legge Maledetta. Nel 1952 Ibáñez torna alla politica, viene eletto con l'appoggio dei cittadini, ma lo perde dopo una serie di misure liberali attuate per ravvivare l'economia.
Nel 1958 viene eletto il politico indipendente Jorge Alessandri, il figlio di Arturo Alessandri, che dovrà fare fronte al caos prodotto dal terremoto del 1960, il più forte registrato nella storia del paese, evento che comunque non impedì nel 1962 lo svolgimento del campionato mondiale di calcio. In questo periodo, si instaura un sistema politico chiamato "Dei Tre Terzi" composto dalla Destra, dal Partito Democratico Cristiano del Cile e dal FRAP. Temendo una vittoria delle sinistre, la Destra sostiene il Democratico Cristiano Eduardo Frei Montalva, successivamente eletto nel 1964. Benché Frei Montalva tenti di realizzare la sua cosiddetta "Rivoluzione nella libertà", attraverso una moderata riforma agricola e la controversa cilenizzazione del rame, alla fine del suo mandato la tensione politica produce una serie di scontri.
Nel 1970 fu eletto il socialista Salvador Allende alla testa della coalizione di Unidad Popular. Tuttavia, il suo governo si confrontò con molti problemi economici e la forte opposizione del resto dei partiti politici, delle élite economiche che tentarono di bloccare le sue riforme, e del governo degli Stati Uniti di Richard Nixon. L'estrazione del rame e le sue aziende vengono nazionalizzate, ma questo non impedisce che il paese cada in una grave crisi economica e che l'inflazione raggiunga doppia cifra. L'economia, già severamente provata, viene ulteriormente danneggiata da continui scioperi da parte di medici, insegnanti, studenti, camionisti, minatori, e in generale dal ceto medio. I confronti tra momios ed upelientos raggiungono livelli di terrorismo, si moltiplicano le difficoltà nel garantire la stabilità e la sicurezza del paese, come anche la fedeltà delle Forze Armate al regime costituzionale.

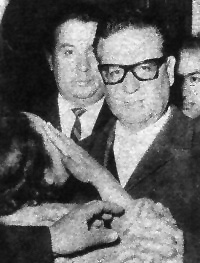
Salvador Allende

### Ilgolpee Pinochet
L'11 settembre 1973 viene realizzato il colpo di Stato cileno, con l'aiuto della CIA. Durante il golpe perde la vita lo stesso Allende, morto all'interno del Palazzo della Zecca, e, secondo la versione ufficiale, suicidatosi poco prima di cadere nelle mani dei militari golpisti. Nel luglio 2011 una nuova autopsia effettuata sul corpo riesumato di Allende da esperti internazionali e divulgata dal Servizio Sanitario di Santiago ha confermato che il presidente sia stato ucciso dai golpisti.
Prima di morire, Salvador Allende affida alla radio il suo ultimo messaggio, che influenzerà la futura coscienza del paese. L'esercito cileno conduce materialmente il golpe, ma non restituisce il potere alla Destra politica ed economica che l'aveva ideato: lo consegna invece nelle mani del generale Augusto Pinochet Ugarte, nato a Valparaíso il 25 novembre 1915, che passerà alla storia come uno dei più disumani dittatori del Novecento, tristemente celebre per la barbara eliminazione dei suoi oppositori.
Durante la sua feroce dittatura, durata dal 1973 al 1990, furono torturate, uccise e scomparvero, almeno 30 000 persone, tra cui gli uomini di Unidad Popolar, la coalizione di Allende, militanti dei partiti comunista, socialista e democristiano, accademici, artisti e musicisti, come Víctor Jara, professionisti, religiosi, studenti e operai.
Pinochet salì al potere rimpiazzando il rinunciatario comandante in capo dell'esercito, generale Carlos Prats, a causa delle forti pressioni esercitate dall'oligarchia cilena. Bisogna sottolineare il fatto che la nomina a generale, precedente al colpo di Stato, contò inizialmente proprio sull'approvazione di Allende, e fu resa possibile da un dettaglio tecnico legato all'anzianità del generale Prats, più che a doti particolari nel comando o a qualità professionali di Pinochet. Questa decisione politica fu presa nel tentativo estremo di evitare il colpo di Stato nell'aria da tempo, nonostante i precedenti di Pinochet avessero già evidenziato il suo profilo repressivo e violento. Negli anni sessanta, ad esempio, durante il governo del cristiano-democratico Eduardo Frei Montalva, gli venne dato l'incarico di soffocare uno sciopero nella zona desertica situata nel nord del Cile: la repressione fu sanguinosa, il numero dei morti e dei feriti fu elevato. Malgrado questi precedenti l'esecutivo approvò la sua nomina, segnando involontariamente la propria sorte.

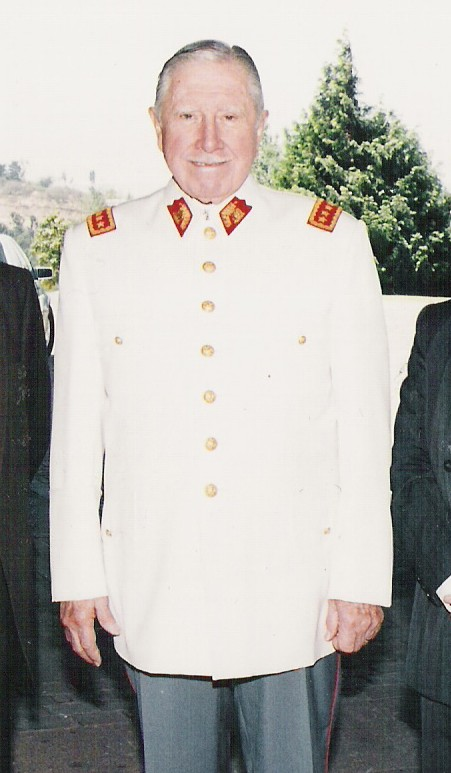
Augusto Pinochet

Ad ogni buon conto Pinochet e l'esercito giocarono un ruolo abbastanza secondario nell'organizzazione e nella realizzazione del complotto che il giorno 11 settembre 1973 sfociò nel golpe sanguinoso che travolse il governo di Unidad Popular. I veri artefici e mandanti intellettuali del "golpe" furono, secondo storici autorevoli, l'oligarchia e le élite imprenditoriali, appoggiate dai settori politici che le rappresentavano, ovvero la destra e la direzione della Democrazia Cristiana, tranne poche eccezioni. Un aiuto fondamentale dal punto di vista organizzativo all'ascesa del dittatore fu fornito degli Stati Uniti, timorosi che il socialismo potesse espandersi anche nell'area sudamericana.
Il colpo di Stato venne affidato all'esercito in quanto storico garante dell'ordine costituzionale e istituzionale della repubblica, mito rafforzato dal profilo (anch'esso mitico) apolitico e professionale delle forze armate cilene, la cui formazione veniva attuata principalmente attraverso la tristemente celebre scuola "delle Americhe", allora stanziata a Panama.
Dal 1973 al 1990 dunque il mondo fu testimone di migliaia di sparizioni, decine di migliaia di arresti, torture ed esili.
Con la nuova costituzione emanata nel 1988 venne stabilito che, attraverso un plebiscito, si sarebbe deciso se Pinochet sarebbe potuto rimanere in carica ancora per un altro mandato come presidente della repubblica. Il Plebiscito cileno del 1988 fu sfavorevole a Pinochet, e portò alle prime elezioni democratiche del 14 dicembre 1989. Pinochet lasciò ufficialmente la presidenza l'11 marzo 1990, ma nella nuova democrazia l'ex dittatore mantenne comunque la carica di comandante supremo delle forze armate.
La costituzione emanata dalla dittatura rimase invariata; i delitti commessi furono "liquidati" con l'attuazione della politica della riconciliazione nazionale; l'omicidio di stato nei confronti di coloro che denunciavano il prosieguo della repressione ai danni dell'opposizione era comunque una realtà; l'assegnazione a Pinochet, una volta in pensione, della carica di senatore a vita con conseguente immunità ed impunità venne difesa ferocemente.
La "caduta" di Pinochet, fino a poco tempo prima considerato in Cile un intoccabile, iniziò il 22 settembre 1998, quando l'ex generale si recò a Londra per un'operazione chirurgica. Amnesty International e altre organizzazioni chiesero subito il suo arresto per violazione dei diritti umani. Pochi giorni dopo il giudice spagnolo Baltasar Garzón emise un mandato di cattura internazionale, chiedendo di incriminare il generale per la morte di cittadini spagnoli durante la dittatura cilena.
A sostegno di questa richiesta si espressero le sentenze dell'Audiencia Nacional di Madrid e della Camera dei Lords di Londra, richiamandosi al principio della difesa universale dei diritti dell'uomo e stabilendo rispettivamente che la giustizia spagnola era competente per giudicare i fatti avvenuti durante la dittatura militare in Cile - dal momento che si tratta di "crimini contro l'umanità" che colpiscono, come soggetto giuridico, il genere umano nel suo insieme - e che i presunti autori di gravi delitti contro l'umanità, come appunto Pinochet, non godono di immunità per i loro crimini, neanche se si tratta di capi di Stato o ex capi di Stato.
Il Ministro dell'Interno del Regno Unito, il laburista Jack Straw, il 2 marzo 2000 decise di liberare Pinochet e di permettere il suo ritorno in Cile, negando quindi l'estradizione e adducendo "ragioni umanitarie": un'espressione che suonò come un insulto alla memoria e al dolore dei familiari delle migliaia di vittime della sua dittatura.
A Santiago, il giudice Guzmán continua la sua inchiesta contro Pinochet, ma il vecchio ex dittatore resiste in tutti i modi per non essere portato davanti a un tribunale del suo paese, quel Cile che per oltre vent'anni ha dominato col pugno di ferro.
In seguito ad un attacco di cuore, Augusto Pinochet muore a 91 anni, il 10 dicembre 2006 dopo alcune settimane di degenza nell'ospedale militare di Santiago. La Repubblica cilena negò per il dittatore i funerali di Stato. Massiccia fu la presenza delle gerarchie militari, simpatizzanti di estrema destra e delle più alte cariche della Chiesa cattolica.

### Il dopo-Pinochet
Nel periodo immediatamente successivo alla dittatura di Pinochet, le elezioni presidenziali del 1989 conducono alla vittoria di Patricio Aylwin Azócar, sostenuto dalla coalizione di centro-sinistra della Concentrazione dei Partiti per la Democrazia formata da Partito Democratico Cristiano del Cile, Partito per la Democrazia, Partito Radicale del Cile e Partito Umanista. La coalizione di centro-destra, Democrazia e Progresso, sostiene invece Hernán Büchi; ad essa aderiscono Unione Democratica Indipendente, Rinnovamento Nazionale e Democrazia Radicale.
Le successive elezioni presidenziali del 1993 vedono prevalere Eduardo Frei Ruiz-Tagle, esponente della Concentrazione. La coalizione di centro-sinistra si conferma alle elezioni presidenziali del 1999 con Ricardo Lagos, esponente del Partito Socialista del Cile. Lagos ottenne livelli di approvazione del 75%, grazie all'inserimento del paese nel consesso internazionale, inclusa la partecipazione nel Consiglio di Sicurezza delle Nazioni Unite con il suo rifiuto all'invasione dell'Iraq e la firma di trattati di libero commercio con l'Unione europea, gli Stati Uniti e la Cina.
Le elezioni presidenziali del 2005 vedono la vittoria della socialista Michelle Bachelet. Il 13 marzo Bachelet approvò il suo primo provvedimento presidenziale, considerato di grande importanza, ossia l'esenzione dal pagamento di prestazioni sanitarie per le persone con più di 60 anni, oltre alla creazione di una commissione parlamentare per le riforme del sistema previdenziale coinvolgendo membri dell'opposizione di centrodestra. Bachelet ha iniziato il suo mandato con alti livelli di approvazione: oltre il 60% dei cittadini apprezzava la sua gestione presidenziale. Alcuni provvedimenti sono stati contestati, come gli aumenti delle imposte sulle attività produttive e la legge per la regolamentazione del lavoro nero, creando malcontento non solo nell'Alianza por Chile o nel mondo delle imprese ma anche nella coalizione di centrosinistra. Un'altra legge approvata nei primi mesi del suo governo è stata la legge della regolamentazione del tabacco.
Tuttavia la Presidente ha ricevuto molte critiche a seguito di alcuni provvedimenti non approvati dal Congresso, tra cui la controversa riforma dell'istruzione che ha suscitato grandi proteste da parte degli studenti che hanno organizzato diversi scioperi ed il 30 maggio l'80% degli studenti delle scuole superiori, pari a 800.000, hanno protestato nelle strade di Santiago del Cile. Il primo effetto di queste difficoltà per la Presidente è il calo notevole della popolarità che è arrivata fino al 44,2%, il più basso dal 1990. Il 5 giugno gli studenti sono scesi nuovamente in piazza e quattro giorni dopo tutte le manifestazioni nel paese sono terminate. Il 10 dicembre 2006 Augusto Pinochet è morto e Bachelet ha rifiutato di riservargli un funerale di Stato.

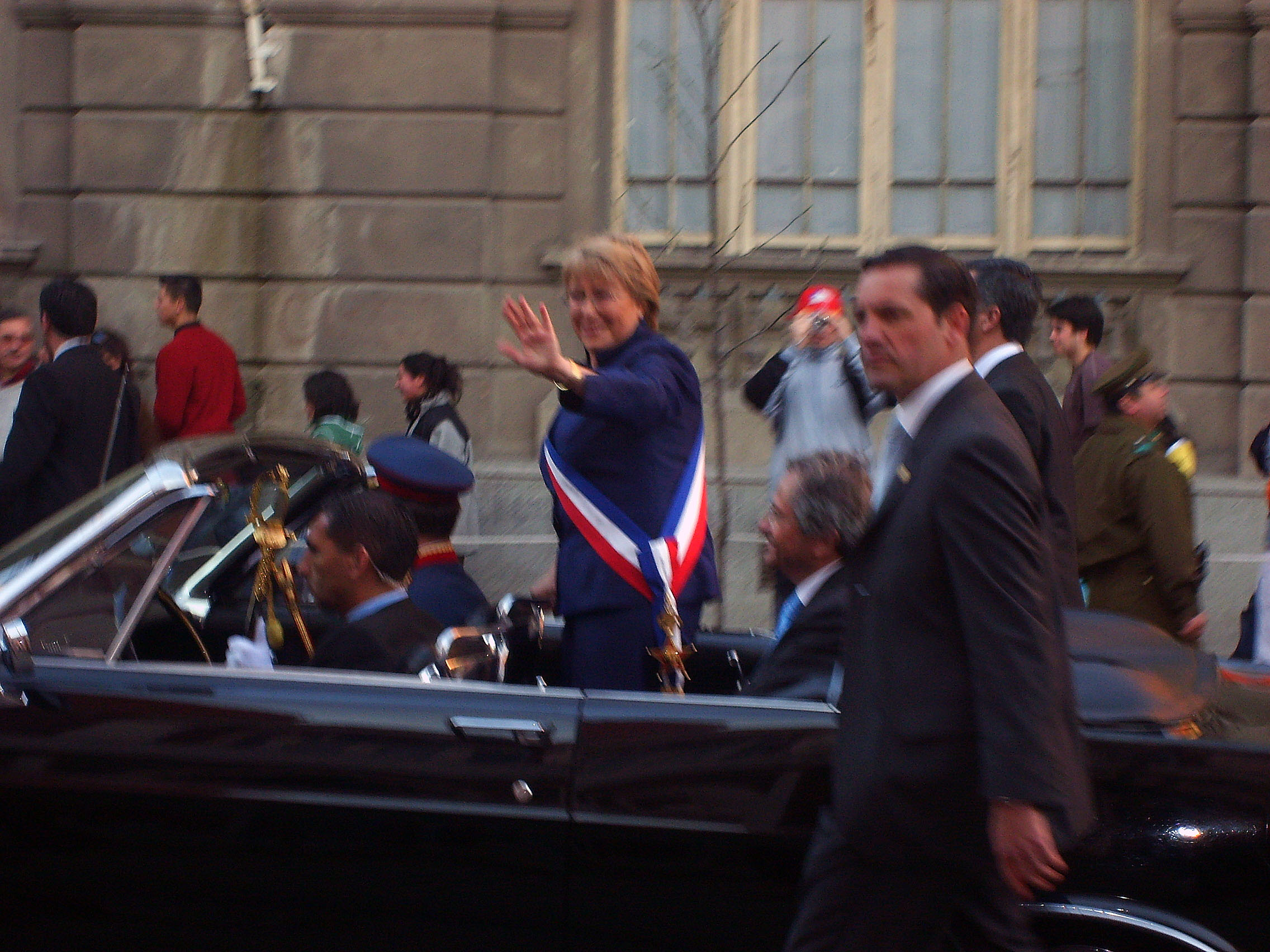
Michelle Bachelet alla parata militare del 2007

Bachelet e la sua squadra di governo hanno affrontato la crisi economica del 2008-2009 creando consenso tra l'opinione pubblica e il sistema economico del paese.
Dietro proposta del monsignore Alejandro Goic, presidente della Conferenza Episcopale del Cile, la presidente ha decretato per il bicentenario della fondazione dello stato cileno (previsto per il 2010) un indulto plenario nei confronti di alcuni tipi di detenuti. Questo provvedimento ha avuto effetto dopo le elezioni presidenziali del 2009.

### Il ritorno del centro destra

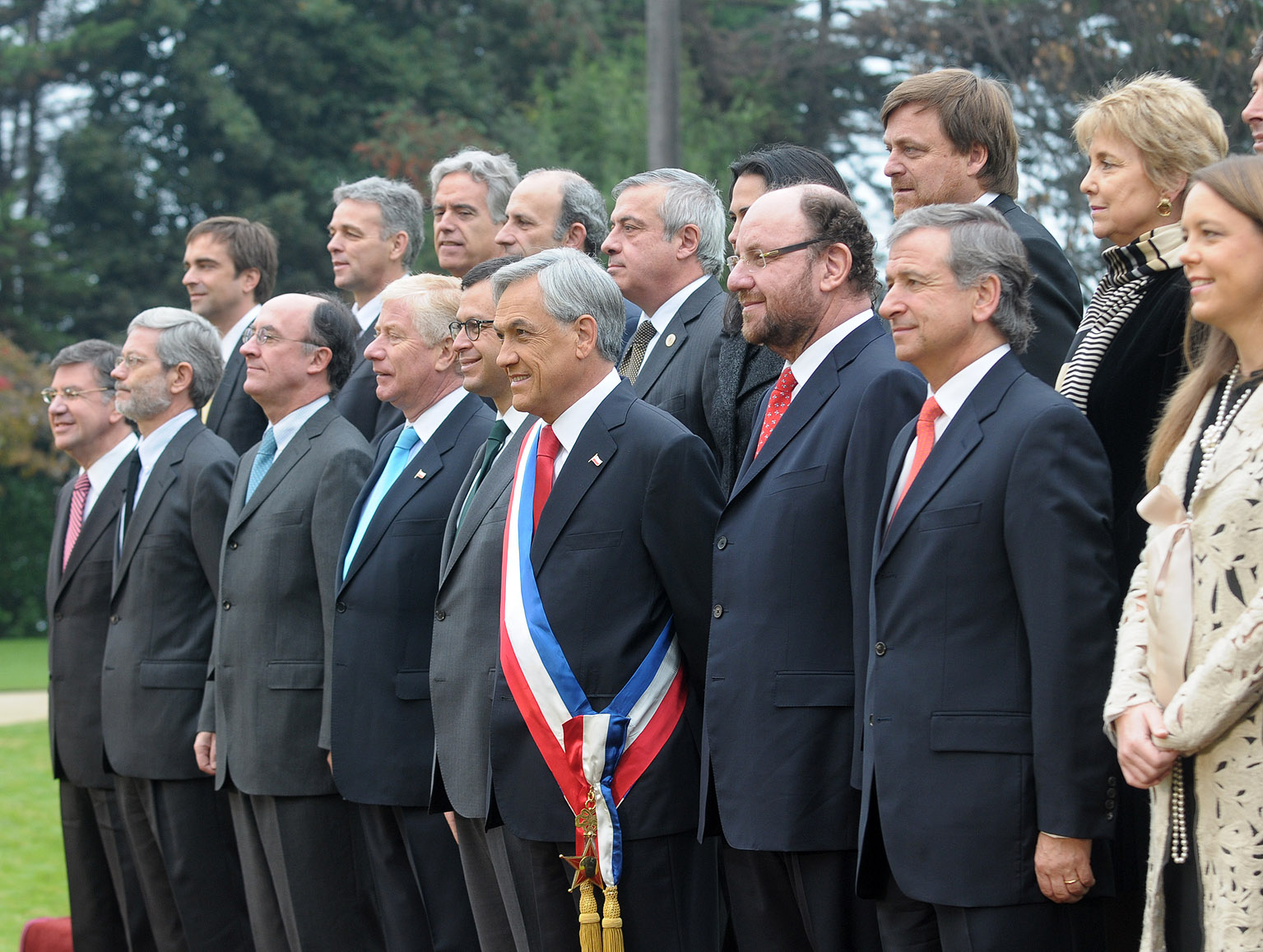
Sebastián Piñera e i suoi ministri

La presidente Bachelet registra elevati consensi alla sua gestione di governo specialmente alla fine del suo mandato previsto per il mese di marzo del 2010 soprattutto per la sua gestione economica, che ha permesso al paese di superare la crisi economica del 2009, limitando i danni della crisi finanziaria. Tuttavia la sua coalizione di riferimento, ossia la  Concertación,  risulta essere in difficoltà per la successione alla presidenza a causa delle divisioni interne che hanno portato alla duplice candidatura di Eduardo Frei Ruiz-Tagle, ossia il candidato ufficiale della coalizione, e Marco Enríquez-Ominami, ex socialista che propone un profondo rinnovamento all'interno dell'alleanza. Tale divisione ha portato a favorire il candidato della destra Sebastián Piñera che ha conseguito il 44% dei voti contro il 30% di Frei, 20% di Enríquez ed il 6% di Arrate, di area comunista ed ex appartenente alla coalizione di centro-sinistra. Il 17 gennaio 2010 Piñera vince le elezioni ponendo fine a 20 anni di governi consecutivi del centro-sinistra.
Piñera ha subito dovuto affrontare la ricostruzione legata al drammatico terremoto del 2010, in seguito al quale ha proceduto alla privatizzazione di partecipazioni statali (miniere, elettricità) e a un piano straordinario di crescita delle tasse. Nell'agosto 2010 ci fu l'incidente nella miniera di San José: dopo oltre due mesi tutti i minatori furono portati in salvo. A partire da giugno 2011 vengono messe in atto in tutto il paese una serie di manifestazioni studentesche per chiedere una riforma del sistema dell'istruzione scolastica superiore ed universitaria.
Il paese sotto la presidenza Piñera è tornato a una crescita economica, in controtendenza rispetto alla crisi mondiale, con il 5,8% nel 2010, il 5,9% nel 2011 e 5,6% nel 2012 e riducendo l'inflazione, arrivata all'1,5% del 2012, e la disoccupazione, al 6,4% nello stesso anno.
La coalizione di centro-sinistra torna al governo con le elezioni presidenziali del 2013, quando Michelle Bachelet è stata di nuovo eletta Presidente.
Al ballottaggio delle presidenziali del 17 dicembre 2017, Sebastián Piñera supera il candidato del centro sinistra, il radicale Alejandro Guillier, e con il 54,58% dei voti viene eletto per la seconda volta Presidente del Cile.
Superata la metà di ottobre 2019 in tutto il paese si sono verificati violenti scontri dovuti alla violenza dell'esercito e della polizia contro manifestanti pacifici, scesi in piazza per manifestare, attraverso quelli che vengono definiti cacerolazo, contro il governo e, in particolare, contro le nuove tasse annunciate a discapito del ceto medio-basso.

### Elezioni successive
Con le elezioni generali del 2021 viene eletto come presidente Gabriel Boric alla guida di una coalizione di sinistra che dal successivo 11 marzo 2022 è alla guida del paese

## Geografia

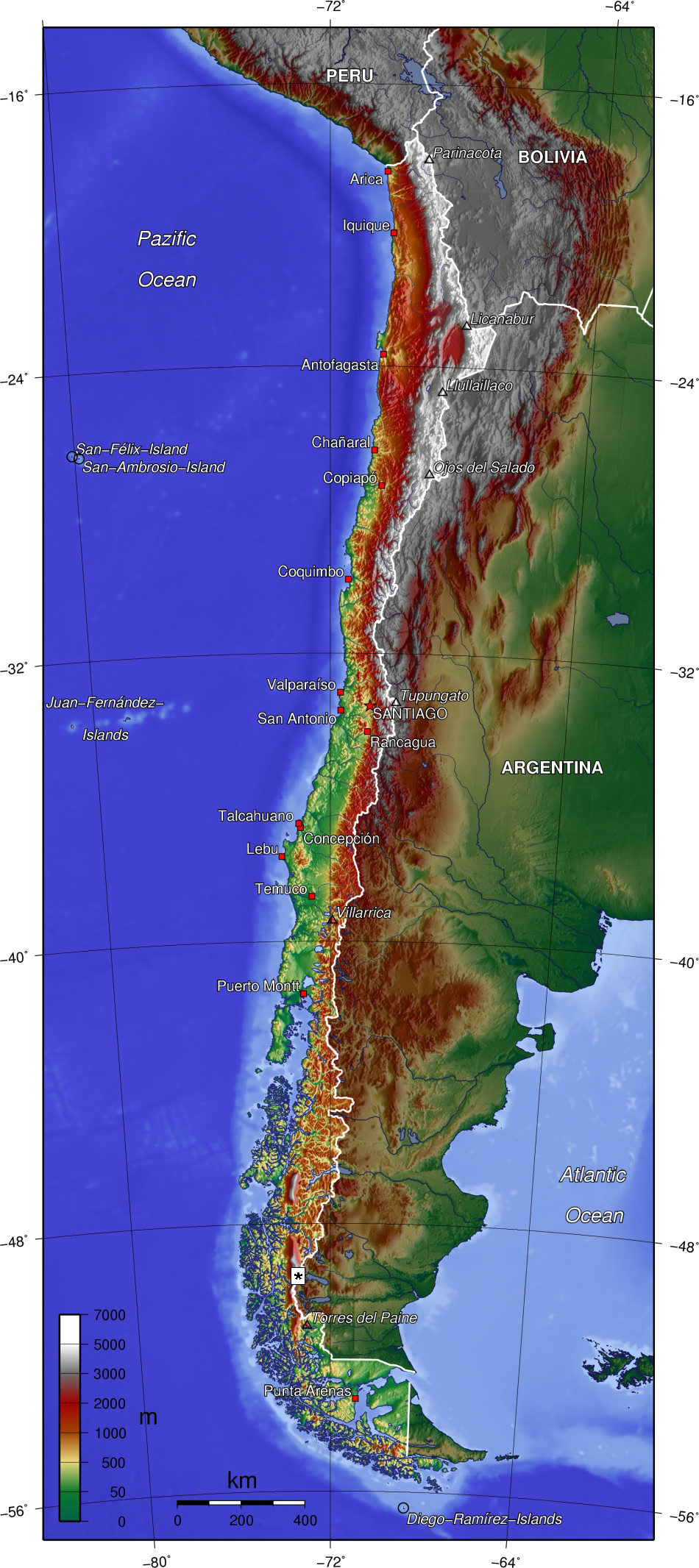
Topografia

Il territorio del Cile continentale si colloca su una lunga striscia di terra situata fra l'Oceano Pacifico e la Cordigliera delle Ande che si estende per circa 4200 km con una larghezza media di circa 200 km; la larghezza massima, 445 km, è in corrispondenza dello stretto di Magellano (52° 21' S), sul cui imbocco orientale raggiunge l'Oceano Atlantico, mentre quella minima è pari a 90 km ai 31° 37' S. Il territorio cileno si estende tra i 17° 30' S e i 56° 30' S di latitudine.
Il Cile è situato in un'area compresa nella cintura di fuoco e ad elevato rischio sismico a causa dei movimenti di subduzione della placca di Nazca contro la placca sudamericana. Alla fine del paleozoico il territorio dell'attuale Cile era una depressione marina che iniziò a sollevarsi verso la fine del mesozoico a causa dello scontro fra la placca di Nazca e quella sudamericana, scontro dal quale originò la cordigliera delle Ande. I successivi movimenti di assestamento e di erosione hanno dato ai rilievi la forma attuale.
Fanno parte del Cile alcuni territori insulari nell'Oceano Pacifico, come l'Isola di Pasqua e le Isole Juan Fernández, avanza inoltre rivendicazioni per una zona dell'Antartide.

### Morfologia
A causa della sua estensione il Cile continentale, da un punto di vista geografico, viene solitamente suddiviso in cinque regioni geografiche:
- l'estremo settentrione, chiamato Norte Grande;
- il centro-settentrione, chiamato Norte Chico;
- la zona centrale, chiamata Zona central;
- l'area meridionale, chiamata Zona sur;
- l'estremo meridione, chiamato Zona austral.

#### Norte Grande

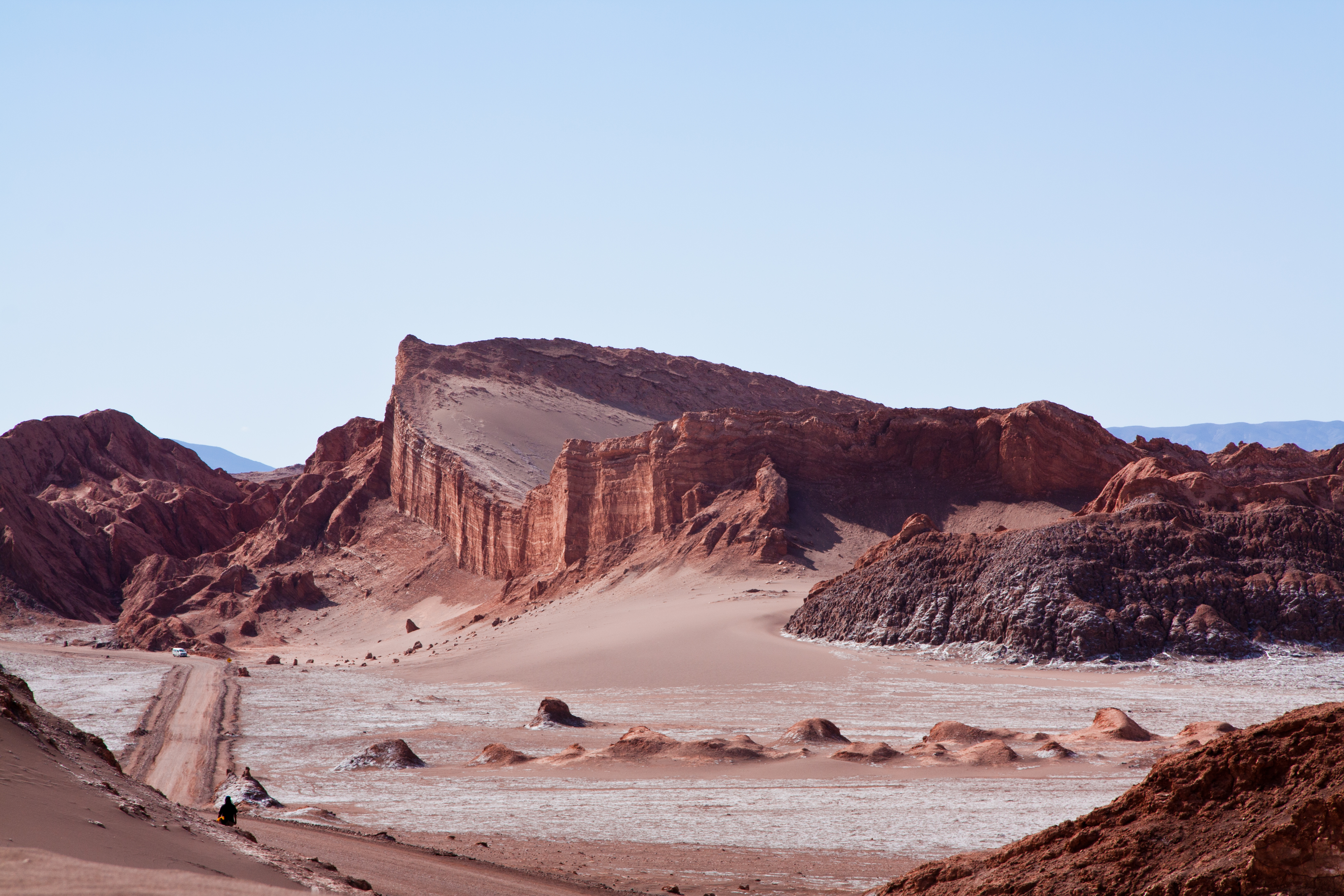
Valle della Luna, regione di Antofagasta

L'estremo settentrione del Paese, chiamato in spagnolo Norte Grande (Grande Nord) si estende dal confine con il Perù fino ai 27° di latitudine, all'altezza circa del corso del fiume Copiapó; questa parte del Paese è caratterizzata dall'estrema aridità, qui si trova il deserto di Atacama, una delle zone più aride del pianeta, gli scenari naturali sono estremamente vari e spettacolari, ricchi di colline e rilievi dai colori vari e cangianti a causa della loro diversa composizione minerale.
All'estremo settentrionale si eleva a picco dalla costa raggiungendo altitudini oltre i 4000 m s.l.m. la cordigliera Domeyko parallela alla costa e alle Ande. La topografia varia della costa genera delle aree con microclimi particolari, i rilievi intrappolano le nebbie che si sollevano dalle acque fredde dell'oceano e l'umidità si condensa sulle foglie della vegetazione. Oltre i rilievi costieri si trova un vasto altopiano con colline ondulate, che comprende le aride aree desertiche limitate ad est dalla cordigliera delle Ande. Al limitare dei deserti vi sono talvolta falde acquifere sotterranee che hanno permesso la crescita di foreste composte da Prosopis tamarugo, una pianta spinosa tipica dell'area che raggiunge i 25 m di altezza. Gran parte delle foreste sono state abbattute per ricavare combustibile per le numerose fonderie costruite fin dall'epoca coloniale, e per sfruttare gli abbondanti giacimenti di rame, argento e nitrato trovati in quest'area, l'abbattimento delle foreste ha reso la zona ancora più arida.
Le abbondanti precipitazioni dei mesi estivi provocano la formazioni di laghi salmastri che ospitano numerose specie di uccelli, compreso il fenicottero cileno. I corsi d'acqua sono per lo più brevi, nel loro corso discendente dalle Ande e talvolta formano delle oasi, sprofondano in banchi di sabbia o acquitrini, spesso a regime endoreico. Alcuni fiumi raggiungono l'Oceano Pacifico, fra questi il fiume Loa che presenta un caratteristico percorso a U ed è il principale fiume del Paese. I fiumi formano strette vallate nelle quali abbonda la vegetazione creando un forte contrasto con le aride colline circostanti. Le strade, solitamente, sono costruite nelle parti più aride per permettere un maggior sfruttamento agricolo delle aree irrigate. La ricchezza principale della regione tuttavia sono le risorse minerarie. In questa parte del Paese si trova la miniera di Chuquicamata, la più grande miniera di rame a cielo aperto del mondo. A partire dagli anni settanta si è avuto, nei porti principali della regione come quello di Iquique e Antofagasta, uno sviluppo dell'industria legata alla pesca.
Il Norte Grande è delimitato a est da una porzione della cordigliera delle Ande geologicamente relativamente recente con la presenza di alcuni stratovulcani e che si eleva dal confine settentrionale fino a raggiungere i 6880 m s.l.m. con il vulcano Ojos del Salado situato appena a sud del 27º parallelo all'altezza della città di Copiapó. In una delle miniere scavate presso questa città si è avuto nel 2010 un grave incidente con 33 minatori salvati dopo mesi. Le temperature medie nell'area costiera, dove vive la maggioranza della popolazione di questa regione, sono tra i 20,5 °C nei mesi estivi e 14 °C in inverno.

#### Norte Chico

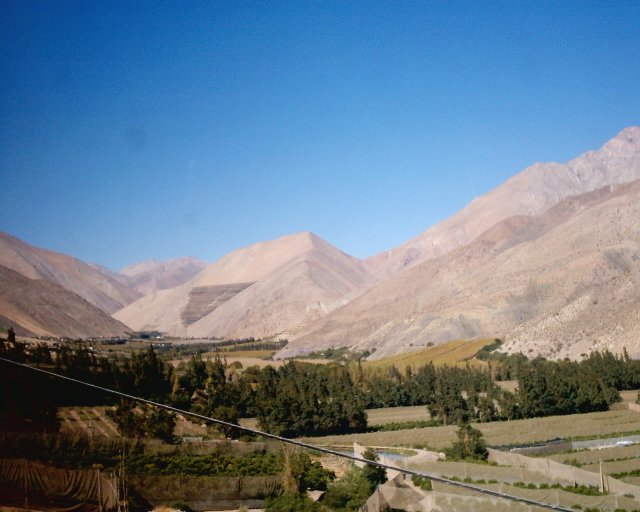
La valle del fiume Elqui, regione di Coquimbo

L'area chiamata Norte Chico (Piccolo Nord) si estende dal fiume Copiapó fino ai 32° di latitudine, appena a nord di Santiago del Cile. La regione è semiarida, le precipitazioni mensili dei soli quattro mesi invernali sono di circa 25 mm e sono scarsissime nei mesi rimanenti. La temperatura media estiva a livello del mare è di 18,5 °C, quella invernale è pari a 12 °C. Le piogge invernali e lo scioglimento delle nevi andine danno origine a fiumi con portata molto variabile durante l'anno, le profonde vallate trasversali scavate dai loro corsi offrono spazi per l'allevamento del bestiame e per le coltivazioni di frutta, attività in grande sviluppo a partire dalla metà degli anni settanta. Questa è inoltre l'area di produzione della quasi totalità del pisco cileno.
Così come nel Norte Grande anche le aree costiere di questa regione hanno un microclima particolare, anche qui l'umidità proveniente dall'oceano viene intrappolata nelle scarpate della costa originando tratti di foresta pluviale. Le vallate trasversali permettono all'umidità della costa di penetrare nell'interno mitigando il clima arido della regione. I rilievi dell'interno sono ricoperti di arbusti e cactus.
Il territorio della regione è prevalentemente montuoso e solcato da profonde valli trasversali che si estendono dalle Ande all'oceano, alcune aree della regione hanno un clima molto secco, l'assenza di umidità e di nuvole rende queste zone ideali per la costruzione di osservatori astronomici, in questa regione si trovano il Cerro Tololo Inter-American Observatory e l'osservatorio di La Silla.
Nelle Ande del Norte Chico si trovano alcune fra le principali vette del Paese, l'Ojos del Salado, il Tres Cruces e il Incahuasi.

#### Zona central

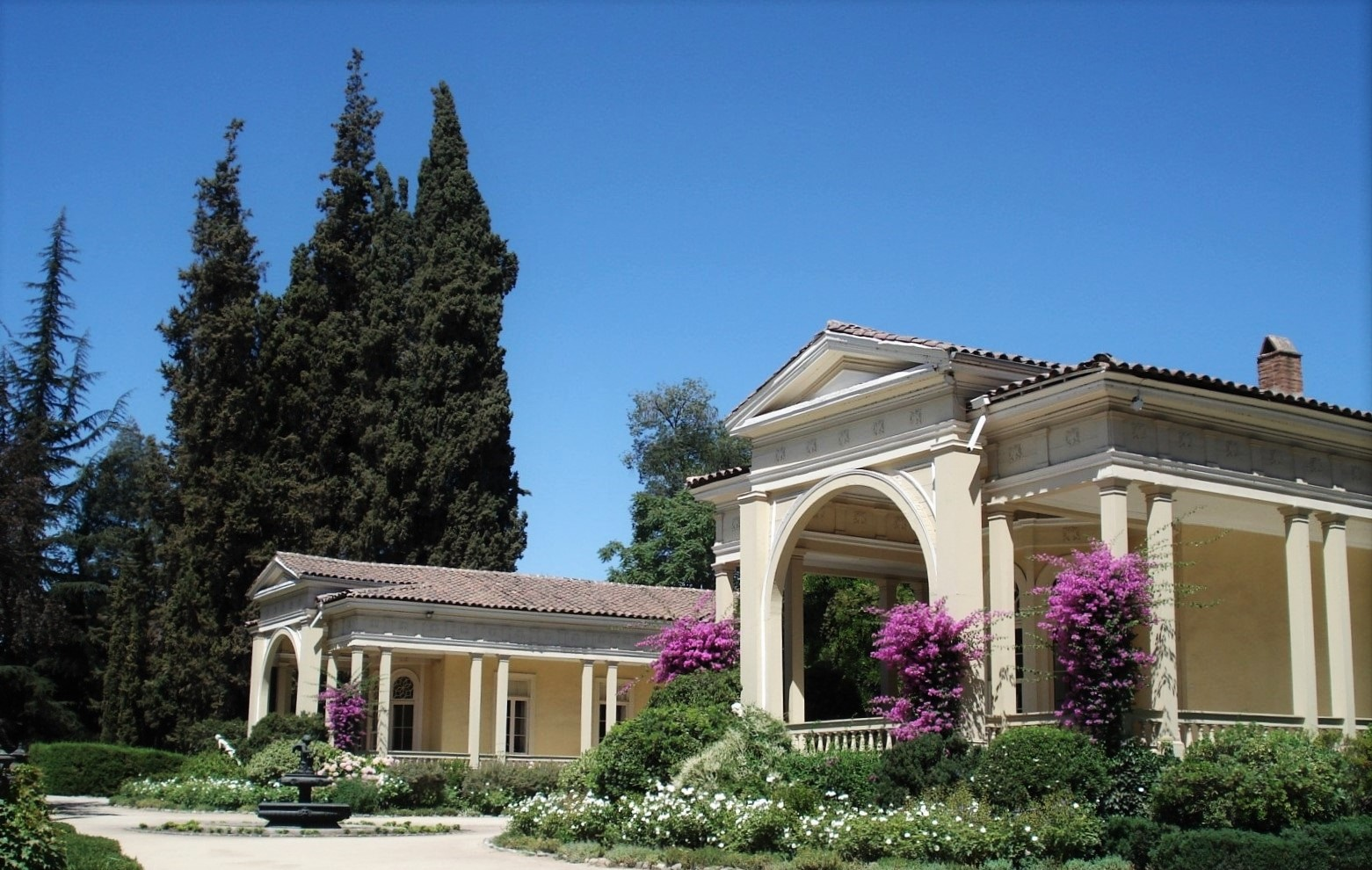
Vigneto Concha y Toro, regione di Santiago

La parte centrale del Cile (chiamata Zona central) ospita la maggior parte della popolazione del Paese e comprende tre delle principali aree urbane, Santiago, Valparaíso e Concepción. Si estende dal 32° S fino ai 37° S di latitudine, il territorio è caratterizzato dalla presenza di due catene montuose, la Cordillera de la Costa parallela alla costa e la cordigliera delle Ande, fra le due catene si trova un'ampia vallata chiamata Depresión Intermedia oppure Valle Longitudinal. Il clima è di tipo mediterraneo, le precipitazioni aumentano spostandosi verso sud. Nell'area di Santiago le temperature medie sono pari a 19,5 °C nei mesi estivi di gennaio e febbraio e scendono a 7,5 °C nei mesi di giugno e luglio. Le precipitazioni medie mensili sono di circa 69,7 mm nei mesi invernali mentre sono inconsistenti in estate.
Nell'area di Concepción le temperature medie estive sono lievemente inferiori (17,6 °C), sono però superiori quelle invernali (9,3 °C), le precipitazioni sono più abbondanti, in estate la media mensile è di 20 mm e in giugno e luglio raggiunge i 253 mm al mese. I numerosi corsi d'acqua aumentano notevolmente la loro portata in seguito alle piogge invernali e allo scioglimento delle nevi. Le abbondanti precipitazioni nevose sulle Ande e le temperature relativamente miti dell'inverno creano delle eccellenti condizioni per lo sci alpino.
Fra le due catene montuose si trova la cosiddetta valle centrale, un'area adatta allo sfruttamento agricolo soprattutto nella parte più settentrionale. Nelle zone a nord e a sud di Santiago viene coltivata la frutta e la vite dalla quale vengono ricavati i sempre più diffusi vini cileni. L'esportazione di frutta è drasticamente aumentata dalla seconda metà degli anni settanta, quando i coltivatori cileni hanno iniziato a esportare frutta nell'emisfero settentrionale, sfruttando il fatto di essere nella stagione opposta la frutta che viene esportata come primizia. I trasporti di mele, pesche e uva vengono, invece, effettuati tramite navi frigorifero, mentre, i frutti di bosco vengono trasportati per via aerea.

#### Zona sur

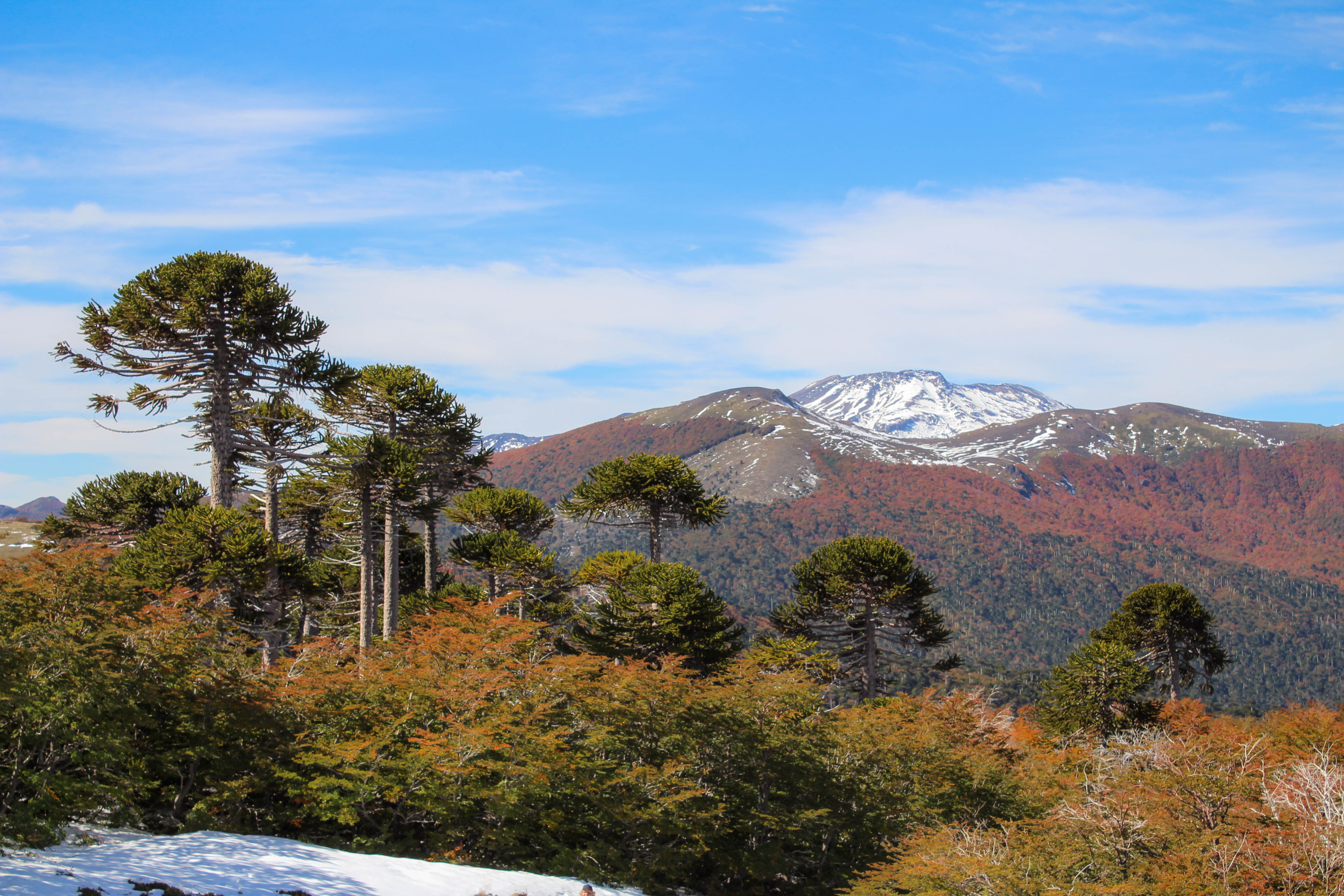
Parco Nazionale Villarrica, regione di Los Ríos

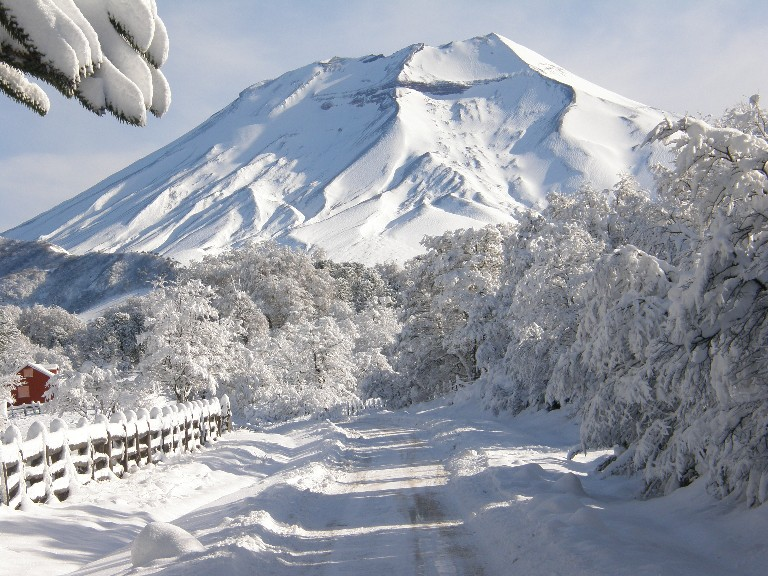
Il vulcano Lonquimay, regione dell'Araucanía

Benché vi siano diversi laghi anche nella zona costiera e nella regione andina del Cile centrale, la Zona sur può essere definita la zona lacustre del Paese. Si estende da sotto il corso del fiume Bío Bío a circa 37° fino a sud dell'isola di Chiloé alla latitudine di circa 43,4° S. In questa regione la vallata tra la cordigliera delle Ande e la cordigliera della costa ha un'altitudine inferiore rispetto alla Zona central, e i numerosi fiumi che discendono dai rilievi andini tendono ad avere una portata maggiore, alcuni, soprattutto il fiume Calle-Calle che scorre nei pressi della città di Valdivia sono, per brevi tratti, navigabili. L'estremo meridionale della depressione centrale termina nell'Oceano Pacifico formando il golfo di Ancud delimitato ad ovest dall'isola di Chiloé, ultima propaggine della Cordillera de la Costa.
Questa regione è una delle più piovose del pianeta, in particolare la città di Valdivia ha precipitazioni annue pari a 2535,4 mm. I mesi estivi (gennaio e febbraio) sono i meno piovosi con una media mensile di 60/70 mm, i mesi invernali (giugno e luglio) hanno una media mensile di 410,6 mm. Le temperature sono relativamente miti, a Valdivia la media estiva è pari a 16,7 °C e quella invernale è di 7,9 °C.
I laghi della regione, dalle limpide acque blu e turchesi, si presentano davanti allo sfondo delle vette innevate delle Ande creando un contrasto estremamente piacevole, i fiumi che scendono dalle Ande scorrono sulle rocce vulcaniche e formano numerose cascate, la vegetazione, ricca di felci è lussureggiante, vi sono diverse foreste originarie e in primavera abbondano le fioriture di fiori selvatici. I pascoli nella parte settentrionale, intorno al vulcano Osorno, sono sfruttati per l'allevamento di bovini, vi si producono latte, formaggi e burro. Nella zona cresce ogni tipo di bacca, i frutti di bosco vengono esportati e nelle acque dei fiumi vengono allevati trote e salmoni. Rilevante anche lo sfruttamento del legname. Nei mesi estivi la regione è visitata da molti turisti soprattutto cileni e argentini.
Numerose specie endemiche sono state decimate o delimitate nelle poche aree selvagge scampate all'invasione dell'uomo. È il caso dello huemul, una specie di cervo e del condor cileno, il più grande degli uccelli di questa famiglia, entrambi gli animali sono rappresentati sullo stemma del Paese. Gli ultimi puma cileni, più grandi dei loro cugini californiani e decimati dagli allevatori di pecore e capre, vivono nei parchi nazionali di questa regione.

#### Zona australe

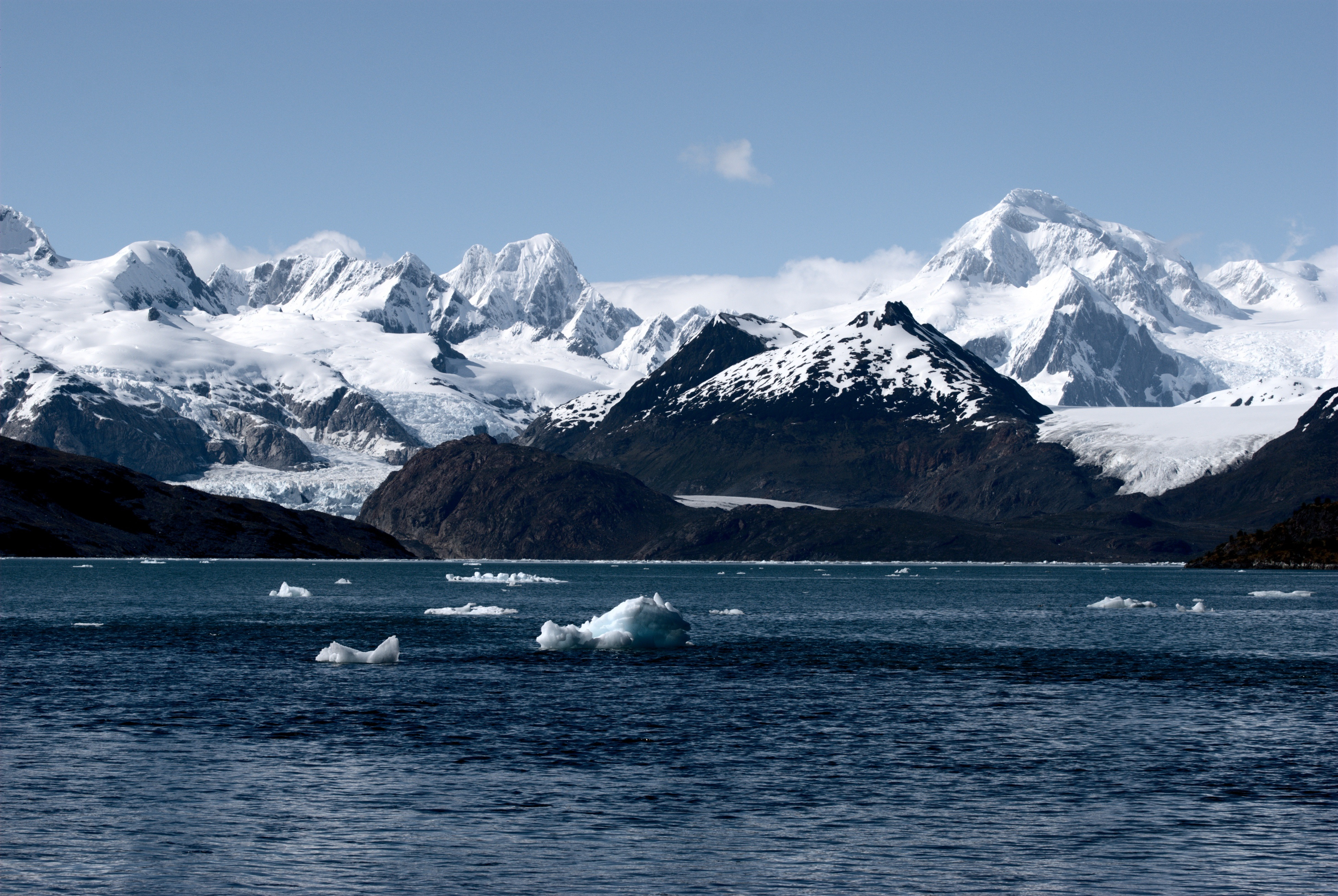
Baia Ainsworth e glaciar Marinelli, regione di Magellano

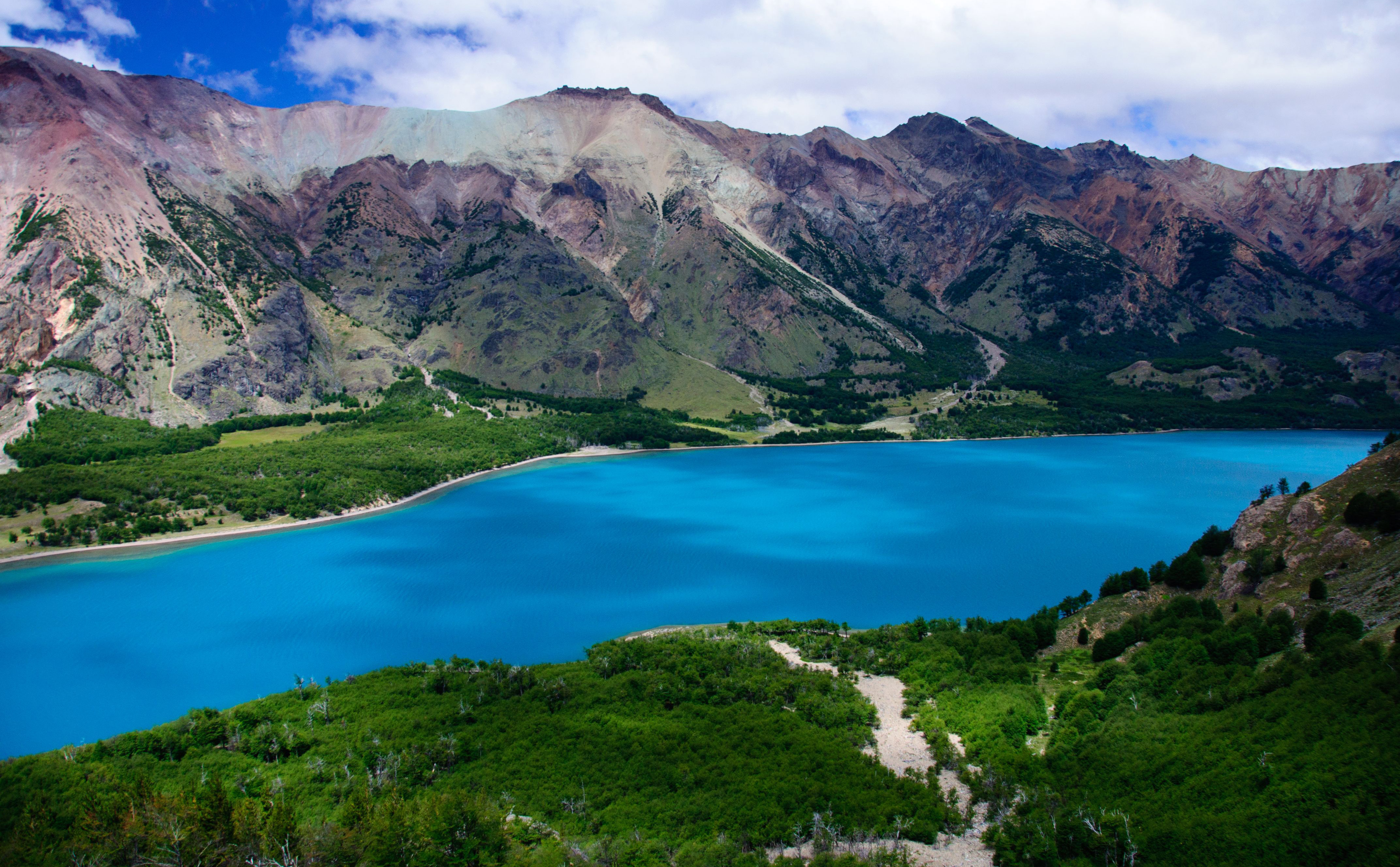
Lago Jeinemeni, regione di Aysén

La Zona austral, corrispondente all'estremità meridionale del Paese, si estende dai 43-44° di latitudine sud fino a Capo Horn. La costa è molto frastagliata, con numerosissime isole e fiordi scavati fra montagne elevate che sembrano ergersi dal mare, come ad esempio il Cerro Macá (2300 m s.l.m.) nei pressi di Puerto Aysén. Nella regione vi sono migliaia di isole che formano numerosi arcipelaghi fra i quali si snodano le rotte di navigazione.
La parte settentrionale della regione presenta abbondanti precipitazioni. Le precipitazioni annue sono pari a 2 973,3 mm distribuiti in maniera equilibrata lungo tutto l'anno; nei mesi estivi le temperature medie sono di circa 13,6 °C, mentre nei mesi invernali sono di 4,7 °C. Nonostante il clima dell'area sia prevalentemente freddo e umido, la presenza di fiordi, montagne innevate e isole di ogni forma e foggia offre panorami spettacolari; la vegetazione è abbondante, con numerose foreste.
La parte a sud della regione comprende Punta Arenas, la città più meridionale del pianeta e la più vicina, dal lato cileno, al passo di frontiera denominato Paso Integración Austral. Le precipitazioni sono inferiori rispetto alle latitudini superiori: il totale annuo è di 438,5 mm distribuiti lungo l'anno; le precipitazioni nei mesi invernali sono a carattere nevoso. Le temperature sono più rigide che nel resto del Paese: in estate la media è pari a 11,1 °C, valore che scende a 2,5 °C in inverno a causa del clima ulteriormente irrigidito dal vento pressoché costante proveniente dall'Oceano Pacifico meridionale.
La regione australe abbonda di pascoli utilizzati per l'allevamento delle pecore; le altre attività economiche sono l'estrazione di petrolio e di gas naturale nell'area dello Stretto di Magellano, che rappresenta uno dei corridoi di navigazione più importanti del pianeta in quanto permette di evitare le acque insidiose del Capo Horn. La navigazione nello stretto di Magellano richiede comunque la presenza a bordo di piloti cileni.

#### Chile insular

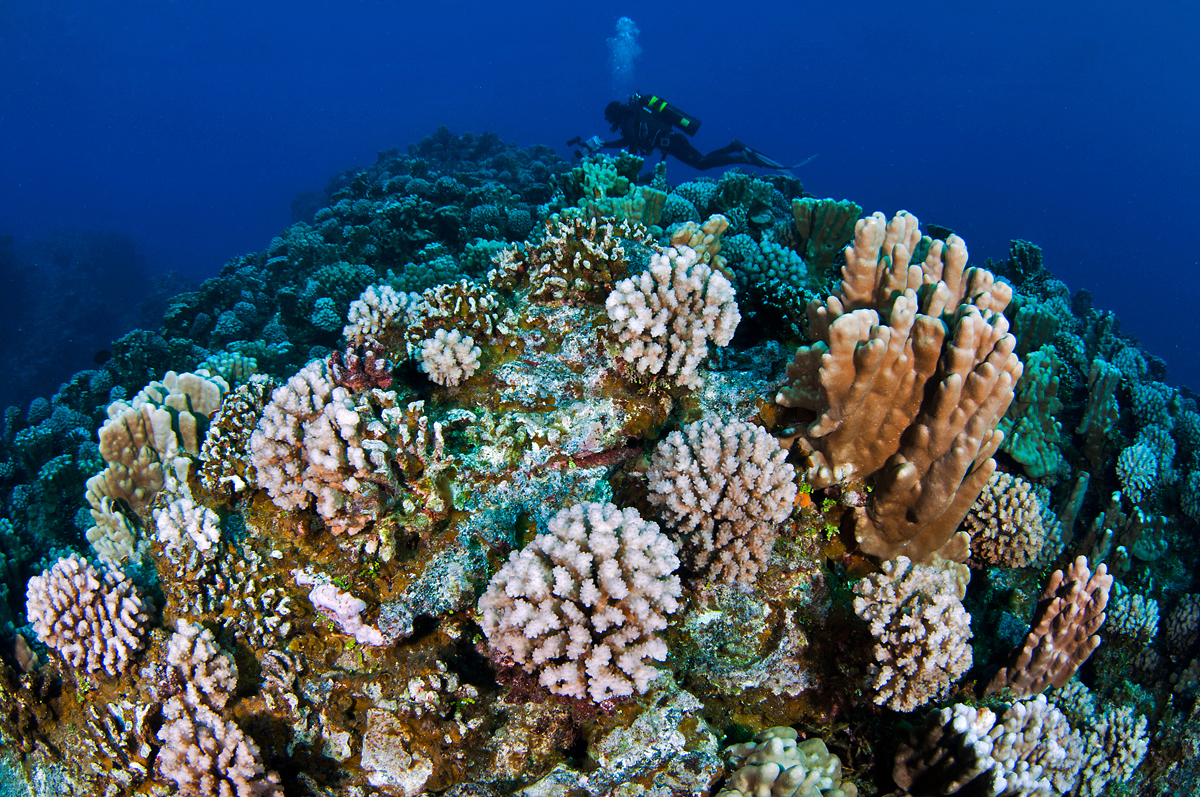
Parco Marino Motu Motiro Hiva

Rientrano nella sovranità cilena diverse isole che costituiscono quello che localmente viene chiamato Chile Insular in contrapposizione al Chile continental:
- l'isola di Pasqua, chiamata Rapa Nui, che insieme all'isola disabitata di Sala y Gómez costituisce la provincia dell'Isola di Pasqua (regione di Valparaíso); le due isole sono situate all'estremità orientale della Polinesia ed entrambe sono state incorporate al territorio cileno nel 1888;
- le isole Juan Fernández;
- le isole disabitate di Sant'Ambrogio e San Félix, chiamate anche Islas Desventuradas (Isole Desventuradas).

### Idrografia

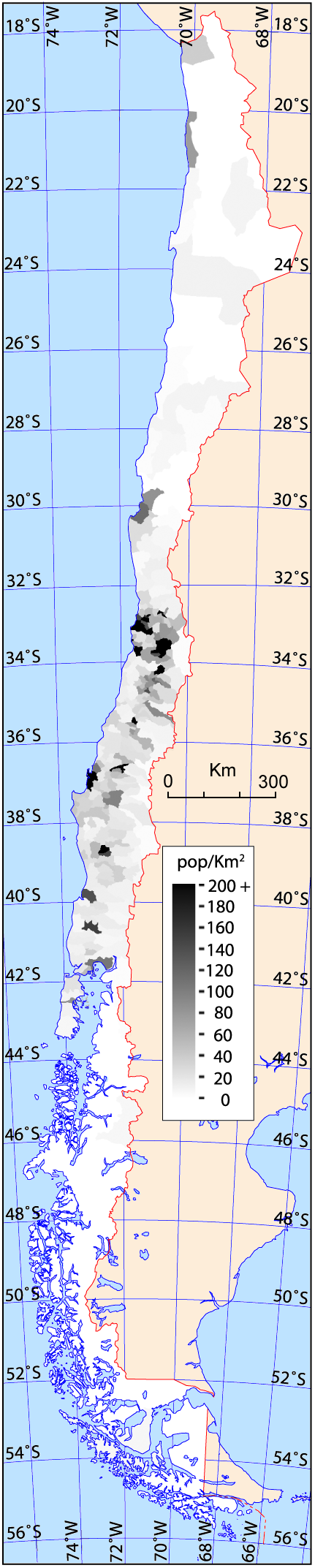
Cile. Densità di popolazione per comune, secondo censimento 2002.

Il Cile è attraversato da diversi corsi d'acqua che, generalmente, discendono dalla Cordigliera delle Ande dirigendosi verso l'Oceano Pacifico. A causa della caratteristica conformazione del territorio, la maggior parte dei corsi d'acqua sono piuttosto corti e con una portata scarsa. Da un punto di vista economico, pur essendo inadatti per la navigazione, presentano un elevato potenziale di sfruttamento idroelettrico.
Nella regione del Norte Grande, ad eccezione di alcuni torrenti con regime endoreico e del fiume Loa, non esistono fiumi rilevanti. Il Loa è il più lungo fiume cileno (443 km) e ha il più ampio bacino idrografico del Paese, circa 34000 km². Nella zona dell'altopiano vi sono alcuni brevi corsi d'acqua che confluiscono nel lago Chungará, situato ad un'altitudine di 4500 m s.l.m.; in quest'area si incontrano anche i fiumi Lauca e Lluta, i quali attraversano anche la Bolivia e non superano i 100 km di lunghezza.
Il numero di corsi d'acqua aumenta nel Norte Chico, dove i fiumi scorrono in vallate densamente coltivate. Tra di essi spiccano il fiume Elqui (170 km) e l'Aconcagua (142 km), il Maipo (250 km) e il Maule (240 km). I fiumi sono alimentati dallo scioglimento delle nevi delle Ande e dalle piogge nei mesi invernali. Nella zona non vi sono laghi di grandi dimensioni, ad eccezione del bacino artificiale del lago Rapel, del lago Colbún, la Laguna del Maule e la Laguna de La Laja.
Più a sud si trova il fiume Bío Bío, che nel suo percorso dalle Ande all'Oceano attraversa l'omonima regione, alimentando numerose centrali idroelettriche lungo i suoi 380 km. Altri fiumi importanti dell'area sono l'Imperial e il fiume Toltén, che nascono dal lago Villarrica. Quest'ultimo è il principale degli svariati laghi situati nella regione dell'Araucanía e nella regione di Los Lagos. Fra i laghi più importanti vi sono quelli compresi nel cosiddetto sistema de los Siete Lagos, ovvero il lago Ranco, il lago Puyehue, il lago Rupanco, il lago Todos los Santos e il lago Llanquihue, il secondo lago più grande del Paese.
Nell'estremo meridione del Cile i corsi d'acqua sono brevi, ma con una portata maggiore rispetto al nel resto del Paese: tra di essi vi sono il fiume Futaleufú, il Palena, il Baker e il Pascua. Quasi tutti i laghi, ad eccezione del lago Presidente Ríos nella penisola di Taitao e della Laguna de San Rafael, sono situati al confine tra Cile e Argentina. Fra questi vi è il lago General Carrera, che con i suoi 970 km² compresi nel territorio cileno è il più grande del Paese. Altri laghi rilevanti sono il lago Cochrane, il lago O'Higgins e il lago Fagnano nella Terra del Fuoco.

### Ghiacciai
Il Cile ospita circa 24.000 ghiacciai, ovvero più dell'80% dei ghiacciai del Sud America. Quasi tutti si stanno sciogliendo. Dalla fine degli anni 2000, il Paese sta vivendo una prolungata siccità. Nel 2019 il Cile ha registrato un calo delle precipitazioni superiore al 50% rispetto alla media, e l'accesso all'acqua potabile sicura potrebbe diventare critico. La principale risorsa idrica del Paese, i ghiacciai, soffre per il riscaldamento globale e per l'estrazione mineraria, la quale è uno dei settori economici più importanti del Paese.
Il glaciologo Francisco Ferrando sottolinea che "con l'aumento delle temperature legato al cambiamento climatico, i ghiacciai non ricevono più tanta neve come prima e la situazione è allarmante. Le precipitazioni aumentano il flusso di corrente in inverno, mentre questo fenomeno si è verificato in primavera con lo scioglimento della neve. Ciò significa che questi fiumi potrebbero essere presto asciutti già in primavera. "Sfida anche l'industria mineraria: "La criosfera è direttamente minacciata dall'attività estrattiva. Quest'ultimo distrugge il permafrost. Riduce il livello di profondità della neve con l'andirivieni di macchine e camion, aprendo nuovi percorsi nella roccia. L'industria mineraria distrugge anche i ghiacciai rocciosi a causa delle vibrazioni delle macchine e del peso dei materiali estratti dalle viscere delle montagne, accelerando la perdita d'acqua per compressione. Inoltre, vi è la contaminazione di particelle legate alle esplosioni di dinamite e la microsismicità di questa attività, che può destabilizzare le masse di ghiaccio vicine."
Le ONG ambientaliste accusano il governo di cedere alle pressioni della lobby mineraria cercando di opporsi a qualsiasi progetto di legge. Nel 2018 il presidente conservatore Sebastián Piñera seppellì un'iniziativa per vietare le attività industriali in prossimità dei ghiacciai. Nel 2019 un disegno di legge delle file dell'opposizione ha cristallizzato le tensioni. Si suppone di convertire i ghiacciai e l'ambiente circostante "in aree protette, vietando qualsiasi intervento se non scientifico e che possa favorire un turismo sostenibile". Tra il 2019 e il 2028 dovrebbero essere completati almeno 44 progetti minerari, con un investimento stimato di 72 miliardi di dollari. Alcuni gruppi minerari sono anche accusati di aver deliberatamente distorto i loro studi di impatto.

### Clima
La grande lunghezza del Cile determina notevoli differenze climatiche tra le varie regioni del nord, del centro e del sud del Paese.
Le regioni del nord del Cile, quasi interamente desertiche, sono tra le più aride del mondo. Nelle regioni centrali invece le temperature sono di tipo mediterraneo, con estati fresche e inverni miti. Infine le regioni del sud sono caratterizzate dalla grande piovosità, dal freddo intenso e dai forti venti, in particolar modo nelle zone della Patagonia cilena.

### Città
- Città del Cile

### Montagne

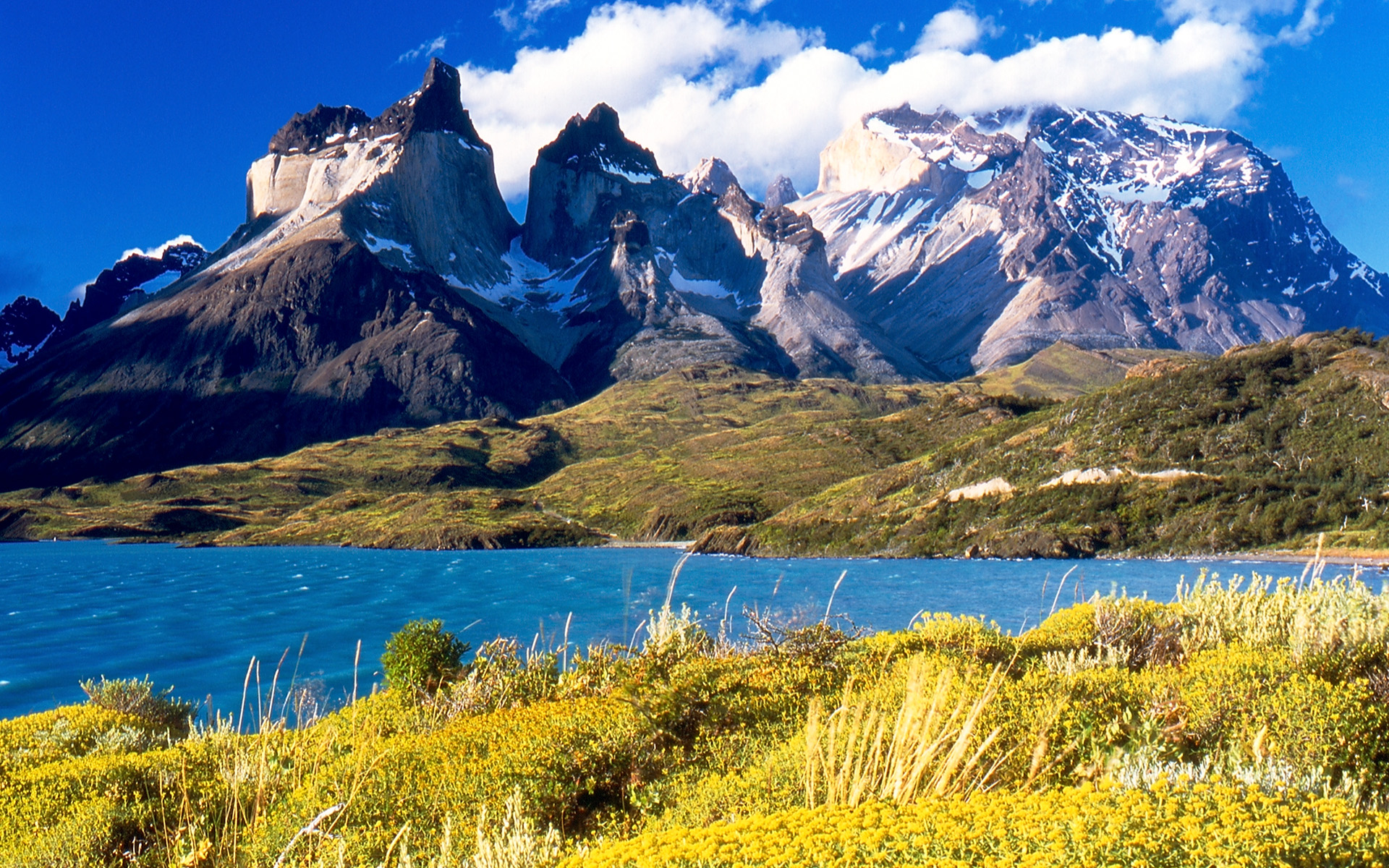
Cuernos del Paine dal lago Pehoé

- Principali montagne del Cile per Regione
- Cerro Las Tórtolas (6323 m)
- Cerro El Marmolejo (6108 m)
- Cerro Acotango (6052 m)
- Cerro del Azufre (5846 m)
- Cerro Zapaleri (5653 m)
- Cerro El Plomo (5424 m)
- Cerro Paredones (4907 m)
- Cerro El Palomo (4850 m)
- Cerro El Morado (4674 m)
- San Valentin (4058 m)
- Cerro Yeso (4008 m)
- Fitz Roy (3375 m)
- Cerro San Ramón (3253 m)
- Cerro Torre (3133 m)
- Cerro El Toro (3085 m)
- Cerro El Buitre (2955 m)
- Cerro Cayetano (2886 m)
- Cerro Pachón (2682 m)
- Cerro Paranal (2635 m)
- Monte Darwin (2488 m)
- Cerro Chache (2338 m)
- Cerro El Roble (2222 m)
- Cerro Tololo (2200 m)

### Vulcani
- Ojos del Salado (6891 m)
- Llullaillaco (6723 m) attivo
- Incahuasi (6610 m)
- Tupungato (6550 m)
- Parinacota (6362 m)
- Pomerape (6240 m)
- Sierra Nevada (6173 m)
- Acaramachi (6046 m)
- Socompa (6031 m)
- Licancabur (5920 m)
- Tupungatito (5913 m) attivo
- Ollagüe (5870 m) attivo
- San José (5856 m)
- Lastarria (5697 m)
- Lascar (5641 m) attivo
- Maipo (5323 m)
- Tinguiririca (4260 m) attivo
- Peteroa (4151 m)
- Planchón (3977 m) attivo
- Descabezado (3830 m)
- Lanín (3717 m)
- Lautaro (3623 m) attivo
- Cerro Tronador (3491 m)
- Nevado Longaví (3247 m)
- Llaima (3215 m) attivo
- Chillán (3212 m)
- Callaqui (3164 m) attivo
- Copahue (2997 m)
- Antuco (2985 m)
- Lonquimay (2865 m) attivo
- Villarrica (2847 m)
- Tolhuaca (2806 m) attivo
- Osorno (2652 m) attivo
- Puntiagudo (2498 m)
- Choshuenco (2415 m) attivo
- Michinmahuida (2404 m) attivo
- Corcovado (2300 m) attivo
- Puyehue (2240 m) attivo
- Quetrupíllán (2360 m)
- Casa Blanca (2240 m)
- Calbuco (2051 m) attivo
- Hudson (1905 m) attivo
- Hornopirén (1572 m)
- Chaitén (953 m)

### Fiumi
- Aconcagua
- Bío-Bío
- Choapa
- Copiapó
- Limarí
- Maipo
- Loa
- Maule
- Toltén
- Chillán
- Baker
- Loncomilla
- Rapel
- Mapocho
- Cachapoal
- Tinguiririca
- Teno
- Mataquito
- Lontué
- Laja
- Valdivia
- Cruces
- Rahue

### Laghi
- Chungará
- Laguna Miscanti
- Laguna Wheelright
- Laguna del Negro Francisco
- Embalse Recoleta
- Embalse La Paloma
- Laguna del Inca
- Lago Peñuelas
- Embalse El Yeso
- Laguna de Aculeo
- Laguna Carén
- Rapel
- Vichuquén
- Colbún
- Maule
- Laja
- Pangue
- Ralco
- Lanalhue
- Lleu-Lleu
- Laguna Galletué
- Laguna Icalma
- Budi
- Colico
- Caburgua
- Villarrica
- Calafquén
- Panguipulli
- Riñihue
- Pirihueico
- Ranco
- Maihue
- Huishué
- Puyehue
- Rupanco
- Todos los Santos
- Llanquihue
- Chapo
- Huillinco
- Riñihue
- Yelcho
- Espolón
- Palena
- Laguna San Rafael
- Presidente Ríos
- Cochrane
- General Carrera
- O'Higgins
- Pehoe
- Nordenskjold
- Blanco

### Isole
- Campana
- Chilo
- Desolación
- Diego Ramirez
- Duque de York
- Emily Rocki
- Esmeralda
- Guafo
- Hanover
- Isola di Pasqua
- Isla Grande
- Arcipelago Guayaneco
- Arcipelago Juan Fernández
  - Alejandro Selkirk
  - Santa Clara
  - Robinson Crusoe
- Kennell
- Arcipelago Los Chonos
  - Guaitecas
- Madre de Dios
- Mocha
- Mornington
- Navarinot
- Patricio Lynch
- Pray
- Arcipelago Reina Adelaida
- Restinga de Sefton
- Riesco
- Sala y Gomez
- San Felix
- San Ambrosio
- Santa Ines
- Santa Maria
- Wellington
- Wollaston
- Plaza espana

## Popolazione
La popolazione del Cile, che in base alla stima del 2010 è di 17113688 abitanti, con una densità di 23 unità per km², è costituita da bianchi discendenti di europei per il 52%, da meticci per il 40% e da amerindi per l'8%. La popolazione vive soprattutto nei centri urbani che sorgono nella regione centrale compresa tra Concepción, centro agricolo industriale; Valparaíso, centro marittimo; Viña del mar, nota località balneare. La lingua ufficiale è lo spagnolo.

### Demografia

Piramide della popolazione in Cile (2014)

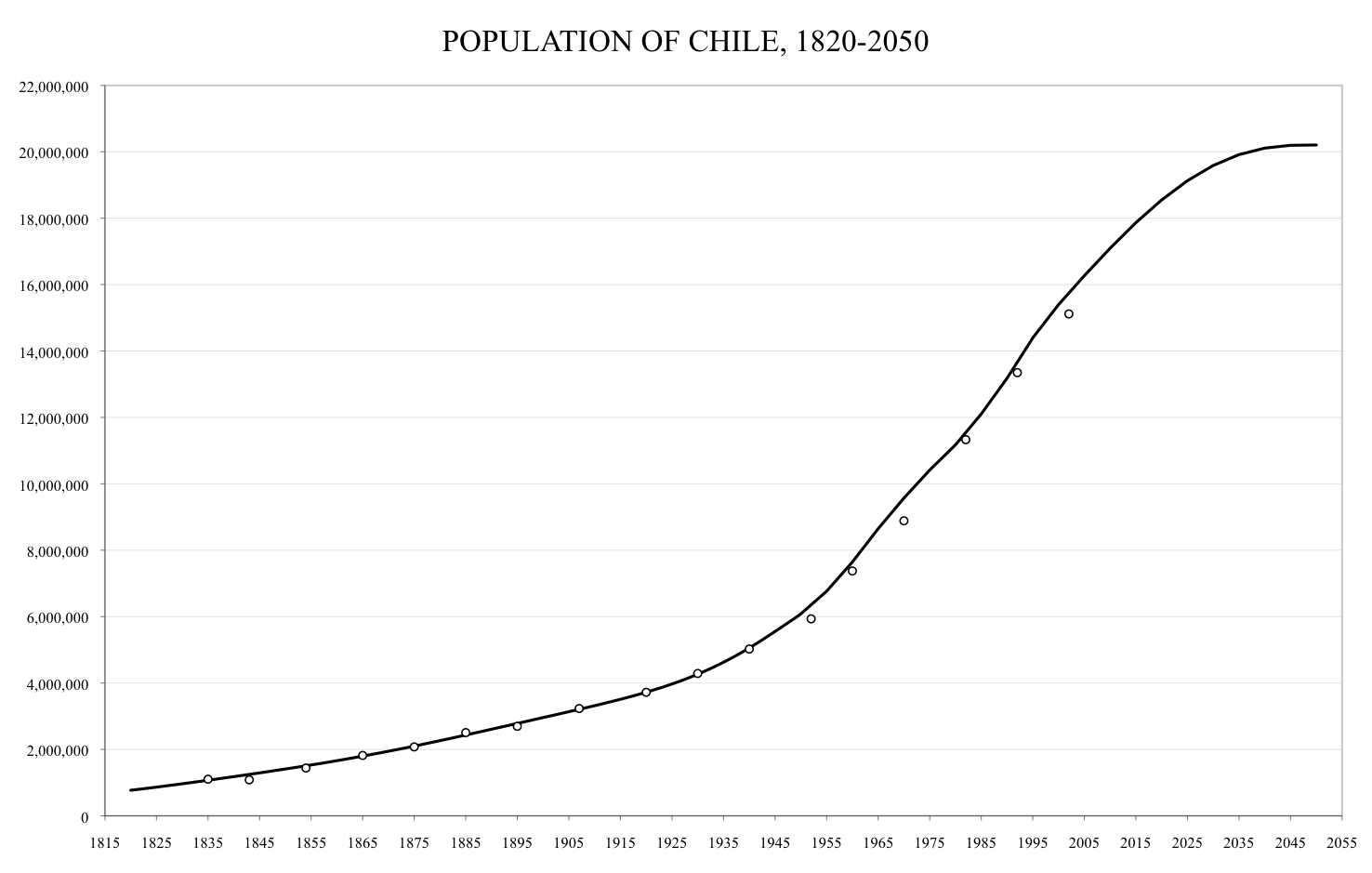
Evoluzione della popolazione cilena (1835-2050)

Il Cile ha una popolazione stimata attorno ai 17113000 abitanti (secondo una stima del 2010). Secondo l'ultimo censimento del 2002 la popolazione era di 15116435 abitanti, dei quali 7447695 erano uomini e 7668740 donne.
La crescita della popolazione si è ridotta negli ultimi anni. Alla fine del secolo XIX, la popolazione ammontava ai 2695625, che crebbe 5023539 nel 1940 e i 13348341 di abitanti nel 1992. La popolazione del Paese si è quintuplicata nel secolo XX, il tasso di crescita tra 1992-2002 fu dell'1,24% annuale, che tuttavia sarà destinato a diminuire nel corso degli anni.
Grazie alle buone condizioni di vita, il Cile è il Paese con la speranza di vita più elevata del Sud America arrivando fino ai 75,74 anni nel periodo 2000-2005. Nel 2003 il tasso di natalità fu del 15,6‰ e la mortalità del 5,3%, con un tasso di crescita naturale del 10%, mentre il tasso di mortalità infantile si è ridotto al 7,8%. Queste cifre indicano che la popolazione del Paese tendeva verso l'invecchiamento.
Dal 1981 coesistono due sistemi sanitari: Isapra, gli istituti sanitari predittivi (privati), a cui può accedere il 18% dei cileni (oltre ai costi, le mutue private possono discriminare e rifiutare i pazienti a causa dell'età, del sesso o perché affetti da malattie croniche), e l'istituzione pubblica Fonasa, da cui dipende il 70% dei cileni. Più di 500000 persone non hanno copertura medica.
Il Cile è sempre in testa alla classifica latinoamericana per obesità e sovrappeso. Secondo i dati del 2016, oltre il 60% della popolazione è in sovrappeso.

### Etnie

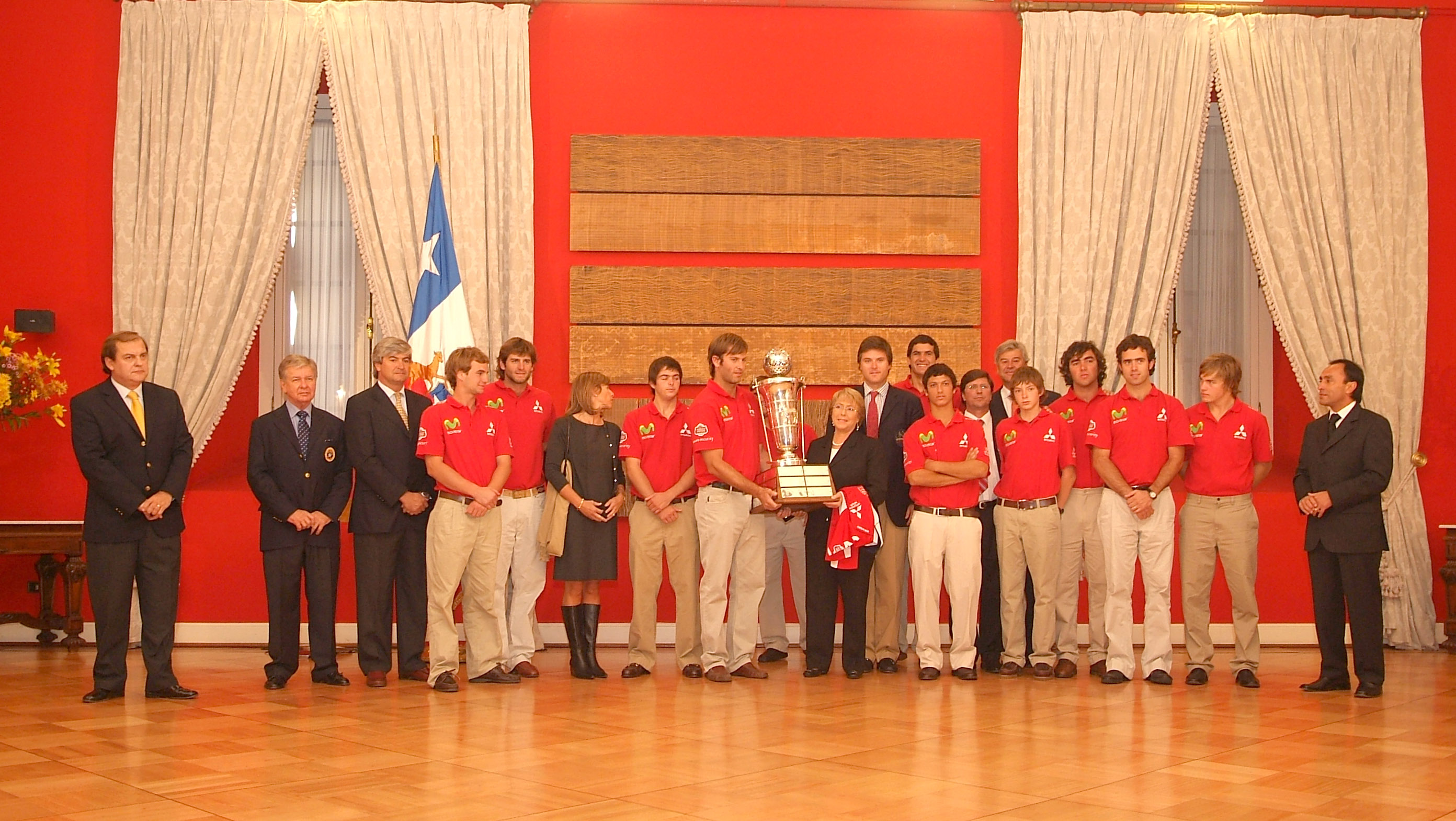
Squadra cilena di Polo, insieme con l'ex presidente Michelle Bachelet, dopo la vittoria al campionato del mondo della specialità 2008

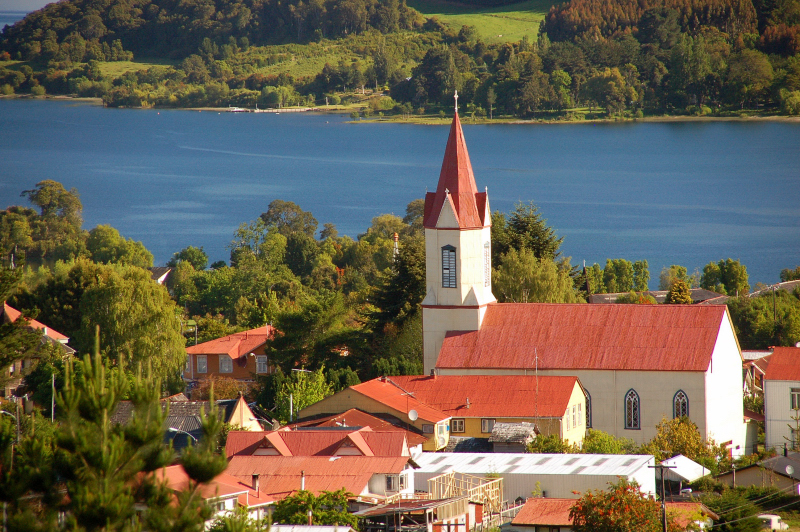
Puerto Octay

Il Cile dal punto di vista etnico è relativamente omogeneo: la popolazione cilena si identifica per la maggior parte (95%) come di cultura europea, sebbene in maggioranza di origine meticcia. Un altro recente studio stima che la popolazione discendente da immigrati di origine europea corrisponde a 8,8 milioni o 52,7% dei cileni. In Cile la popolazione è classificata come 95,4% bianchi e bianchi-meticci da parte della CIA.
Secondo il censimento 2002, il 3,2% della popolazione si è dichiarata di cultura amerinda.
Un grande numero d'immigranti d'origine europea non spagnola è arrivato in Cile - principalmente agli estremi nord e sud del Paese - durante i secoli XIX e XX, compresi inglesi, irlandesi, italiani, francesi e iugoslavi. Gli immigrati sono stati importanti per l'evoluzione della società e della nazione cilena. Famiglie basche arrivarono dalla Spagna e dalle regioni del sud della Francia nel XVIII secolo, dando impulso all'economia ed entrando a far parte della vecchia aristocrazia castigliana fino a diventare l'élite politica che ancora oggi domina il Paese. I cileni di discendenza basca sono stimati fra il 10% (1600000) e il 27% (4500000) della popolazione.

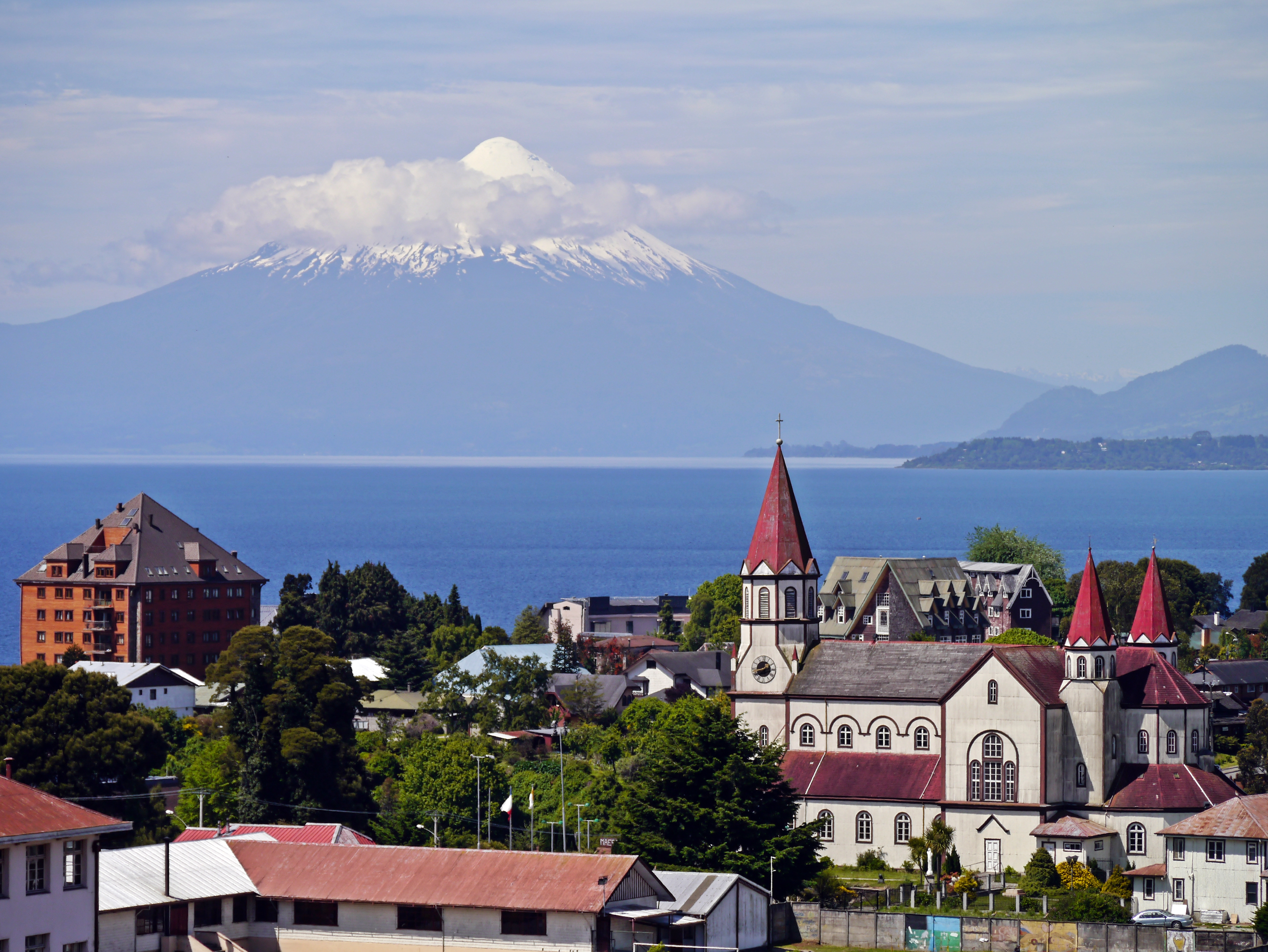
Puerto Varas città nel sud del Cile, fondata dai tedeschi

Inoltre vale la pena di menzionare i cittadini di discendenza croata, stimati in numero di 380000. La comunità palestinese è la più grande colonia al di fuori del mondo arabo. I discendenti di inglesi e irlandesi stimati in 700000. Molti gli emigranti francesi e italiani, prevalentemente emiliani e liguri. Anche i greci immigrarono in Cile costituendo una notevole identità etnica; i discendenti greci si stimano da 90000 a 120000, la maggior parte vive nella zona di Santiago o di Antofagasta; il Cile è uno dei cinque Paesi con più discendenti greci nel mondo.
Nel 1848 si ebbe una notevole immigrazione tedesca, che pose le basi della presente comunità tedesco-cilena, sponsorizzata dal governo cileno, con obiettivi di colonizzare la regione meridionale; questi tedeschi (tra cui svizzeri di lingua tedesca, slesiani, alsaziani e austriaci) influenzarono notevolmente la composizione culturale del sud del Cile. Durante la seconda metà del XIX secolo è stato eccezionale il numero di sfollati ebrei orientali, cristiani siriani e palestinesi in fuga dall'Impero ottomano.

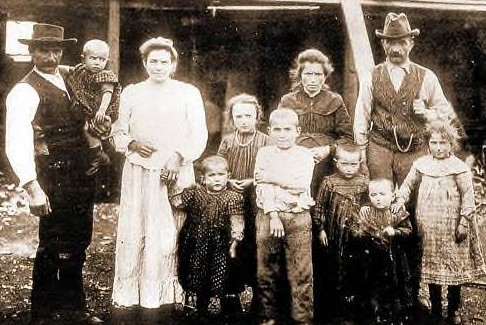
Coloni modenesi a Capitan Pastene nel 1910: la Famiglia Castagna

D'altra parte, nonostante l'emigrazione sia diminuita durante l'ultimo decennio, è stato stimato che 857781 cileni vivano all'estero, di cui il 50,1% in Argentina, il 13,3% negli Stati Uniti e il 4,9% in Svezia. La mobilità della popolazione all'interno del Paese è aumentata durante gli ultimi decenni, a causa di un inurbamento voluminoso dalle zone rurali verso le più grandi città del Paese. Mentre nelle regioni centromeridionali del Paese più dell'80% della popolazione è formato da persone nate nella stessa regione (nella regione del Biobío raggiunge 86,11%), nella regione metropolitana di Santiago soltanto il 71% della popolazione è ivi nata, mentre nelle regioni estreme (come la regione di Magallanes) questo numero arriva soltanto a 55%.

### Religioni
Secondo l'ultimo censimento (2002), 7853428 dei cileni con più di 14 anni sono cattolici (equivalente a 69,96%) (2005=62,8%). Il 15,14% dei cileni si è dichiarato protestante, lo 0,92% mormone e un 0,13% ebreo. L'8,3% del Paese si è dichiarato non-credente o agnostico, mentre 5,31% hanno indicato altre religioni. Anche se la fede cattolica rimane la religione dominante nel Paese ed ha grande influenza nella società, questa influenza è andata declinando negli anni scorsi.
La Chiesa cattolica è separata dallo Stato fin dal 1925, anno in cui il presidente Arturo Alessandri e l'arcivescovo Crescencio Errázuriz giunsero ad un accordo per proporre la separazione delle due istituzioni nella Costituzione e permettendo la libertà di culto.
Ma, secondo uno studio condotto da Latinobarómetro nel 2013, il 57% è definito come cattolico, il 13% come evangelico, il 25% ateo/nessuna/agnostico e il 5% appartenente ad altre religioni.
L'ecumenismo è diffuso nel Paese da decenni. Nel 1970 sulla base di sollecitazioni da parte del cardinale Silva Henríquez vennero modificate alcune parti del rito del Te Deum del 18 settembre trasformandolo in una cerimonia non solo cattolica ma aperta a tutte le altre confessioni cristiane, con la partecipazione anche di rappresentanti del mondo ebraico, islamico e massonico.
Tuttavia durante il regime militare del generale Augusto Pinochet le confessioni cristiane non cattoliche si riunirono in un comitato per la pace e per la difesa dei diritti umani.
| Religione                       | Fedeli  | censimento del 2002 | Fedeli   | Latinobarometro 2013             |
| ------------------------------- | ------- | ------------------- | -------- | -------------------------------- |
| Cattolicesimo                   | 7853428 | 69,95%              | 10043233 | 57%                              |
| Evangelici                      | 1699725 | 15,14%              | 2290562  | 13%                              |
| Mormoni                         | 103735  | 0,92%               |          |                                  |
| Chiesa ortodossa                | 6959    | 0,06%               |          |                                  |
| Totale Cristianesimo            | 9662063 | 86,07%              | 12333795 | 70% (Cattolicesimo + Evangelici) |
| Ebraismo                        | 14976   | 0,13%               |          |                                  |
| Islamismo                       | 2894    | 0,03%               |          |                                  |
| Altre religioni                 | 614468  | 5,47%               | 880985   | 5% (includono tutte)             |
| Nessuna (ateismo, agnosticismo) | 931990  | 8,30%               | 4404927  | 25%                              |

## Ordinamento dello Stato

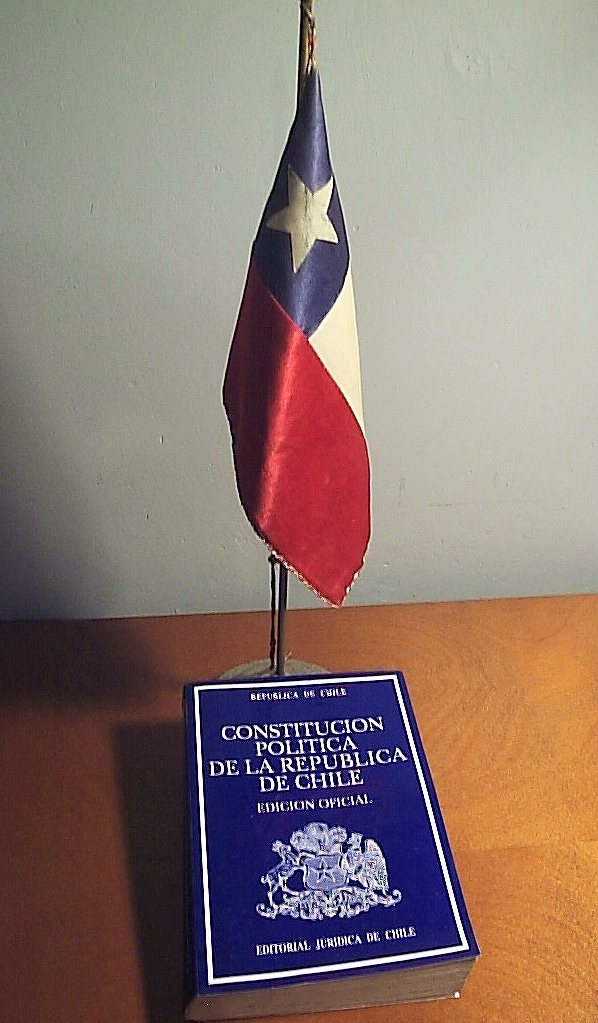
Bandiera e la Costituzione

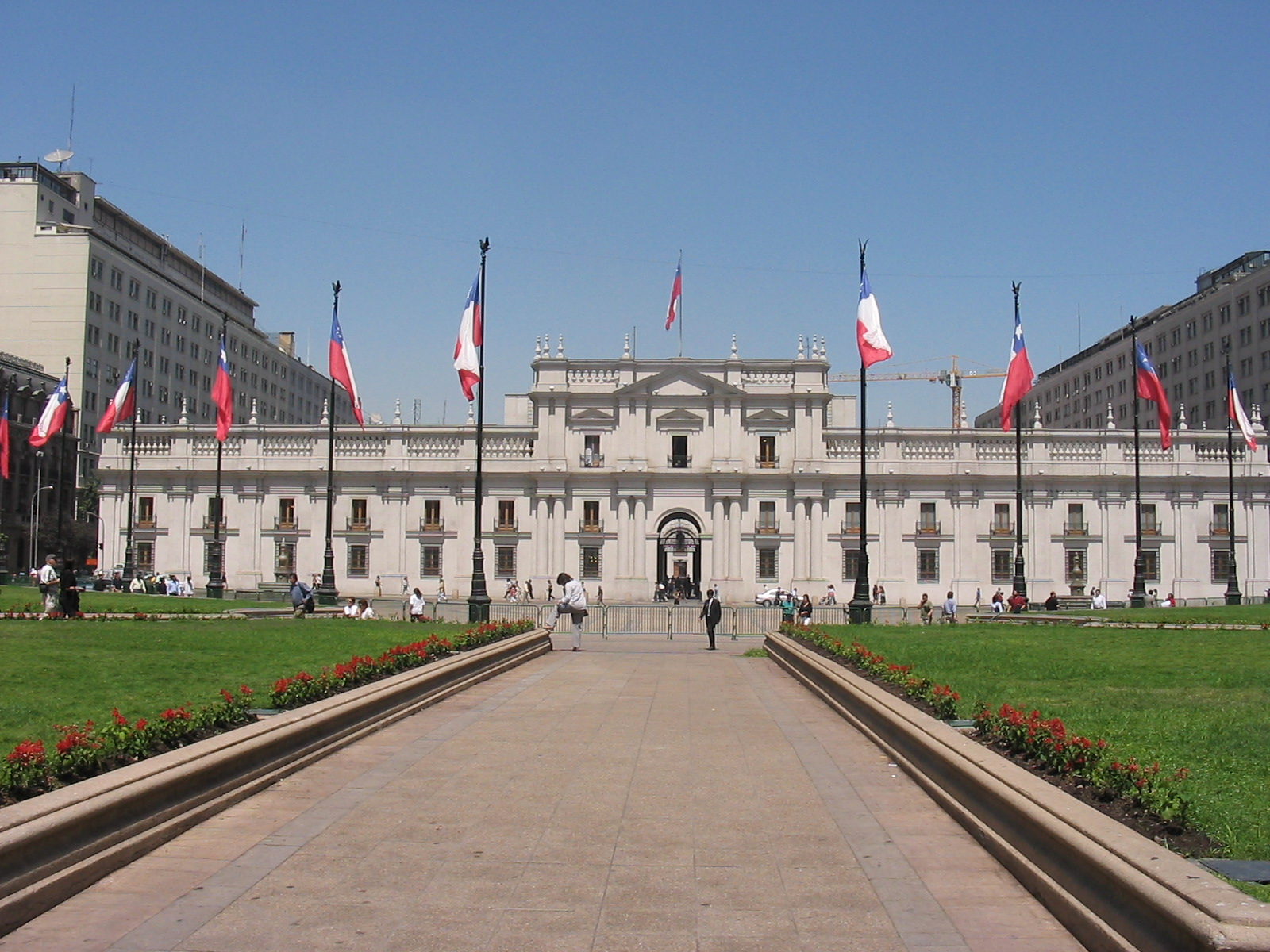
Palazzo della Moneda a Santiago, sede del Potere esecutivo

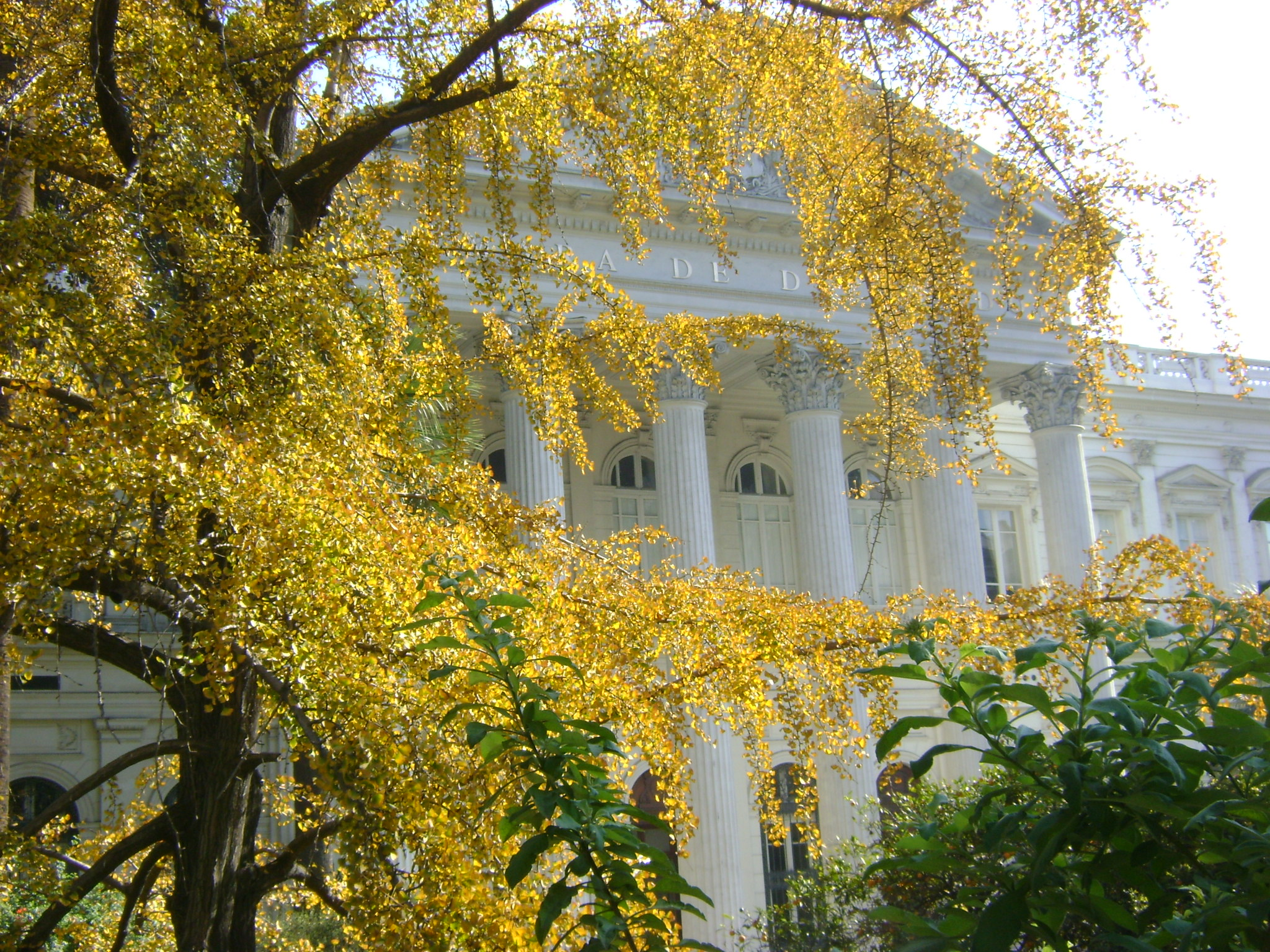
Edificio del Ex-Congreso Nacional, a Santiago

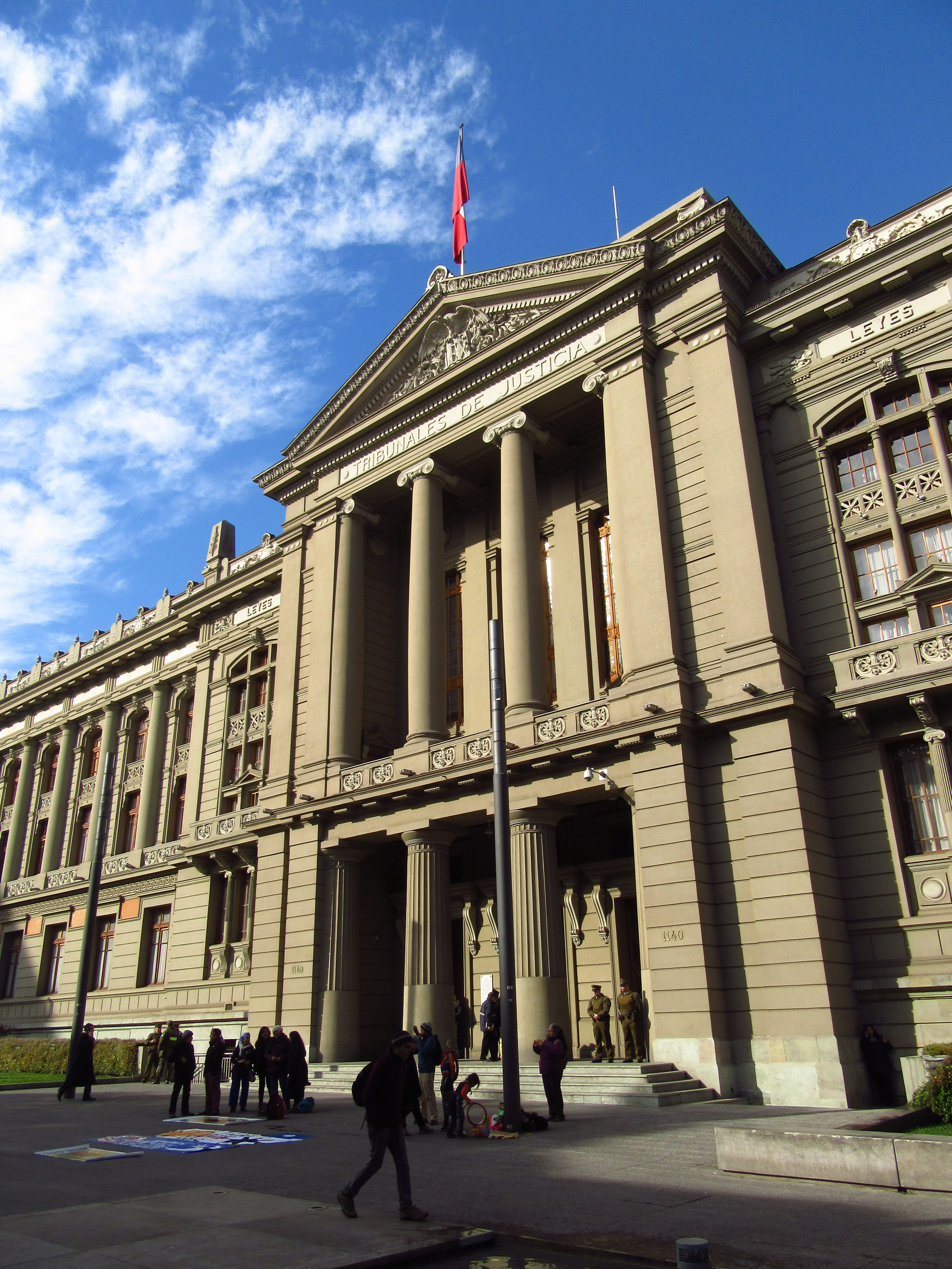
Palazzo dei Tribunali di Giustizia di Santiago

La Repubblica del Cile è uno Stato unitario democratico e di carattere presidenzialista, costituito da diverse istituzioni autonome che si inseriscono in uno schema costituzionale che determina le funzioni e le competenze degli organi che compongono lo Stato Cileno secondo il principio della separazione dei poteri.
L'attuale Costituzione è stata approvata l'11 settembre 1980 da parte del regime militare di Augusto Pinochet ma è stata sottoposta a diverse riforme costituzionali per renderla più idonea alla democrazia attualmente presente nel Paese dopo la caduta di tale dittatura.
Il 25 ottobre 2020 un referendum popolare ha approvato la decisione di scrivere una nuova Costituzione. Il 15 e il 16 maggio 2021 è stata eletta un'Assemblea Costituente con lo scopo di dare al Paese una carta costituzionale che sostituisca in toto quella varata da Pinochet negli anni Ottanta.
La nuova Costituzione, fortemente appoggiata dal governo e dal presidente Gabriel Boric, è stata tuttavia respinta da un successivo referendum il 4 settembre 2022, con oltre il 60% dei voti contrari.
Il potere esecutivo, formato da governo ed amministrazione pubblica è attribuito al Presidente della Repubblica che è anche capo del governo. Secondo la costituzione il mandato presidenziale è esteso per quattro anni senza possibilità di rielezione immediata.
Il Presidente designa i ministri di stato del Cile e gli intendenti, ossia i governatori delle Regioni del Cile. I dirigenti delle Province del Cile sono sempre nominati dal Presidente in carica.
I sindaci dei comuni invece sono eletti direttamente dall'elettorato assieme ai consiglieri municipali che hanno il compito di guidare l'amministrazione comunale.
Il potere giudiziario è costituito dai tribunali autonomi ed indipendenti e la Corte Suprema rappresenta l'istituzione più importante e di riferimento per tale potere. Esiste anche il Pubblico ministero autonomo e gerarchizzato.
Il Tribunale Costituzionale è un'istituzione autonoma ed indipendente ed ha il compito di verificare la costituzionalità delle leggi approvate dal Parlamento e dai decreti approvati dal governo. La Controlleria Generale ha il compito invece di verificare la legalità degli atti compiuti dalla Pubblica Amministrazione e le attività dei fondi pubblici.
Il Tribunale Supremo Elettorale sia quello nazionale che quelli regionali hanno il compito di verificare la regolarità delle elezioni che si svolgono sia a livello nazionale che locale.
Il potere legislativo è attribuito sia al Presidente della Repubblica, per i decreti presidenziali del governo, sia al Congresso Nazionale di carattere bicamerale per l'approvazione delle leggi.
Il Congresso è costituito da:
- Senato, composto da 43 membri eletti per votazione popolare ed in carica per 8 anni con possibilità di rielezione nella propria circoscrizione, in ognuna delle quali di eleggono due senatori. Ogni 4 anni si rinnova la metà dei seggi in occasione delle elezioni parlamentari.
- Camera dei deputati, composta da 155 membri eletti tramite votazione popolare per un periodo di quattro anni e con possibilità di rielezione immediata nelle rispettive circoscrizioni in occasione delle elezioni parlamentari dove si eleggono la totalità dei membri della Camera.

Per le elezioni del Parlamento è previsto il sistema binomiale che permette alle maggiori coalizioni - la Concertación (centrosinistra) e l'Alianza por Chile (destra) - di ottenere la quasi totalità dei seggi a disposizione mentre alle altre forze politiche rimangono pochi seggi.

### Suddivisione amministrativa
Nel 1974, per il Decreto Legge Nº 575, il Cile è stato diviso politicamente in dodici regioni (I a XII) e un'area metropolitana, che sono suddivisi in province e questi in Comuni. Nel 1979, per il Decreto Legge N° 2.339 è stato concesso il nome alla Regione Metropolitana e alle altre 12 regioni. Attualmente, il Cile dispone di 15 regioni, 53 province e 346 comuni in totale. Ciascuna delle regioni ha un numero romano originariamente assegnati secondo l'ordine da nord a sud, con l'eccezione della Regione Metropolitana di Santiago. Con la creazione nel 2007 di due nuove regioni (la XIV, costituita da 2 province prima appartenenti alla IX regione, e la XV, costituita da 2 province prima appartenenti alla I regione, la numerazione ha perso senso e vi è un disegno di legge, in attesa di eliminare tale designazione. Tra l'altro, oltre alla perduta congruenza della numerazione geografica da nord a sud, l'attuale suddivisione è incongruente anche di fatto, perché nella numerazione è stato "saltato" il numero ordinale XIII. Comunque, la struttura attuale delle regioni è la seguente (da nord a sud):
| Nº   | Regione                                   | Capitale     | Superficie    | Popolazione |  |
| ---- | ----------------------------------------- | ------------ | ------------- | ----------- |  |
| XV   | Arica y Parinacota                        | Arica        | 16.873,3 km²  | 189.692     |  |
| I    | Tarapacá                                  | Iquique      | 42.225,8 km²  | 286.105     |  |
| II   | Antofagasta                               | Antofagasta  | 126.049,1 km² | 547.933     |  |
| III  | Atacama                                   | Copiapó      | 75.176,2 km²  | 272.402     |  |
| IV   | Coquimbo                                  | La Serena    | 40.579,9 km²  | 677.300     |  |
| V    | Valparaíso                                | Valparaíso   | 16.396,1 km²  | 1.682.005   |  |
| RM   | Metropolitana de Santiago                 | Santiago     | 15.403,2 km²  | 6.607.805   |  |
| VI   | Libertador General Bernardo O'Higgins     | Rancagua     | 16.387,0 km²  | 849.120     |  |
| VII  | Maule                                     | Talca        | 30.269,1 km²  | 975.244     |  |
| XVI  | Ñuble                                     | Chillan      | 13 178,5 km²  | 480 609     |  |
| VIII | Biobío                                    | Concepción   | 23 890,2 km²  | 1 557 414   |  |
| IX   | La Araucanía                              | Temuco       | 31.842,3 km²  | 937.259     |  |
| XIV  | Los Ríos                                  | Valdivia     | 18.429,5 km²  | 373.712     |  |
| X    | Los Lagos                                 | Puerto Montt | 48.583,6 km²  | 794.529     |  |
| XI   | Aisén del General Carlos Ibáñez del Campo | Coihaique    | 108.494,4 km² | 100.417     |  |
| XII  | Magallanes y de la Antártica Chilena      | Punta Arenas | 132.033,5 km² | 156.502     |  |

L'Isola di Pasqua in Oceania e l'Arcipelago di Juan Fernández sono inclusi.

### Città principali

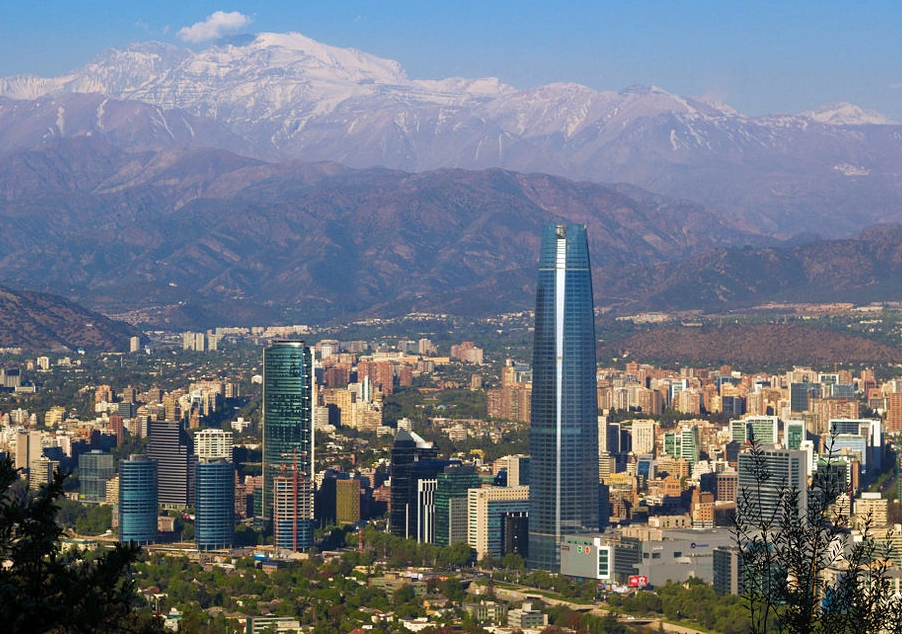
Distretto Finanziario Santiago del Cile

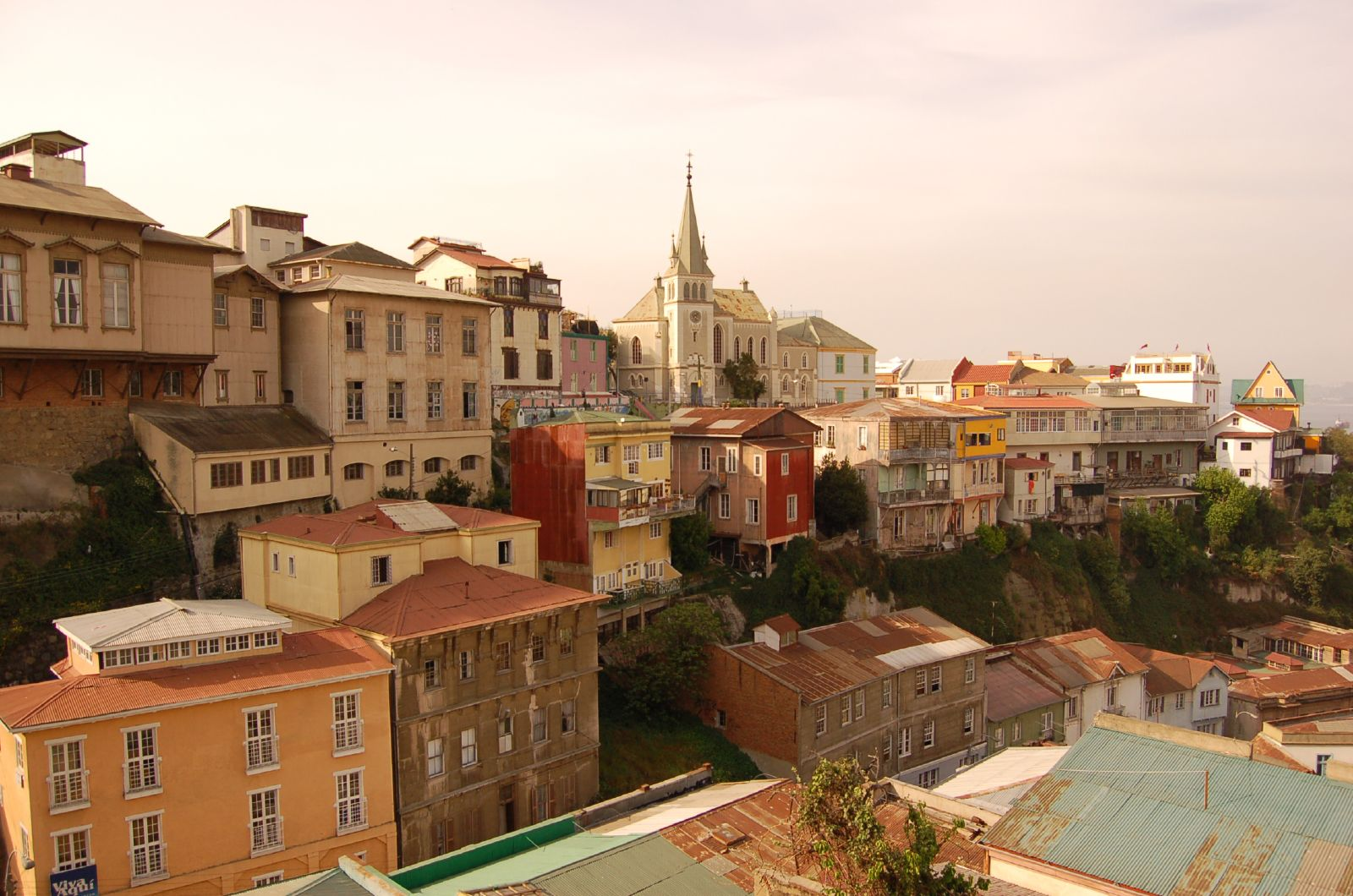
Valparaíso

#### Difesa

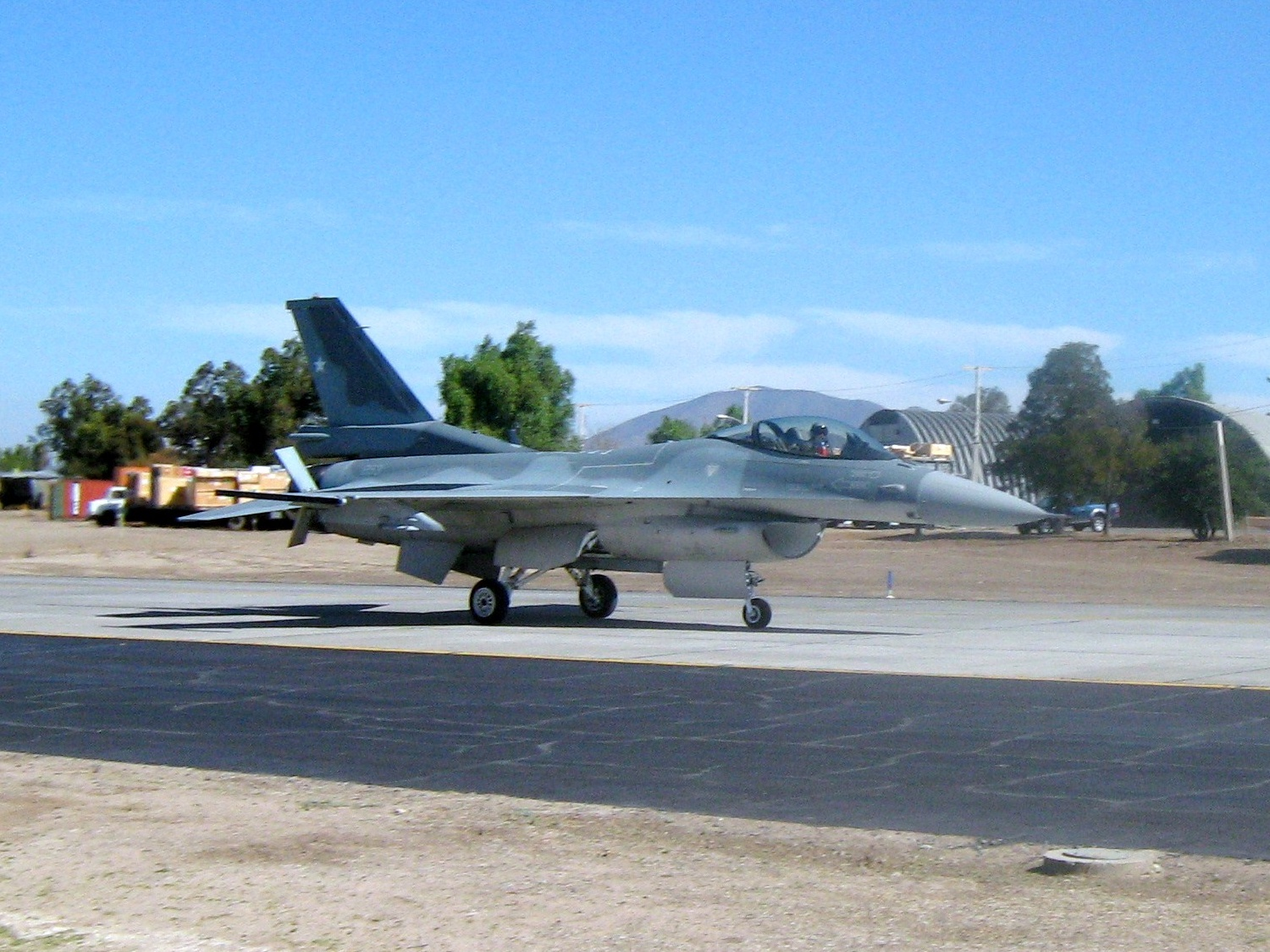
F-16, aereo da combattimento della Forza Aerea del Cile

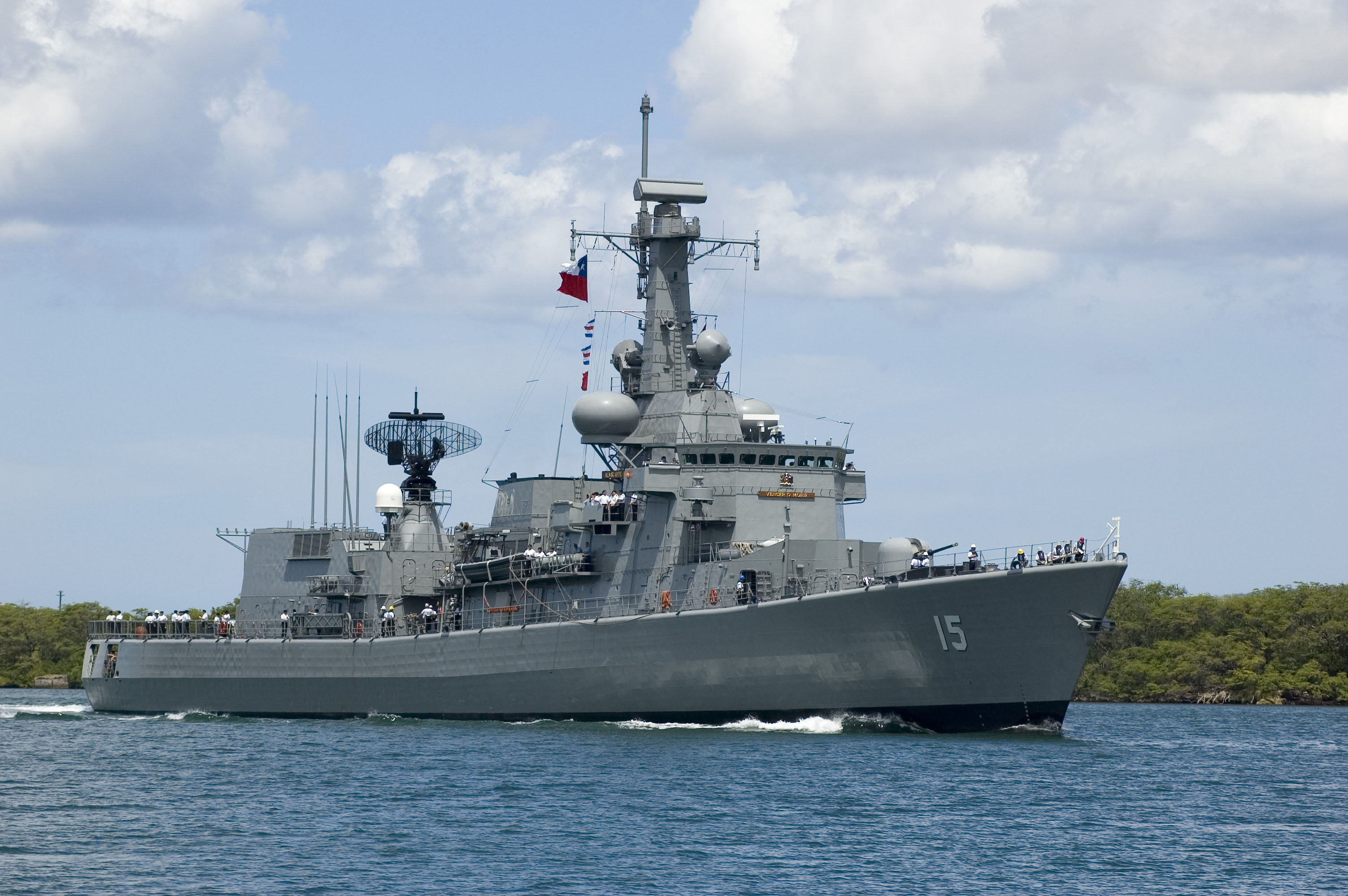
Almirante Blanco Encalada (FF-15) a Pearl Harbor durante le esercitazioni del RIMPAC

### Politica interna

Risultati delle principali coalizioni politiche alla elezioni dal 1989 al 2008

## Economia

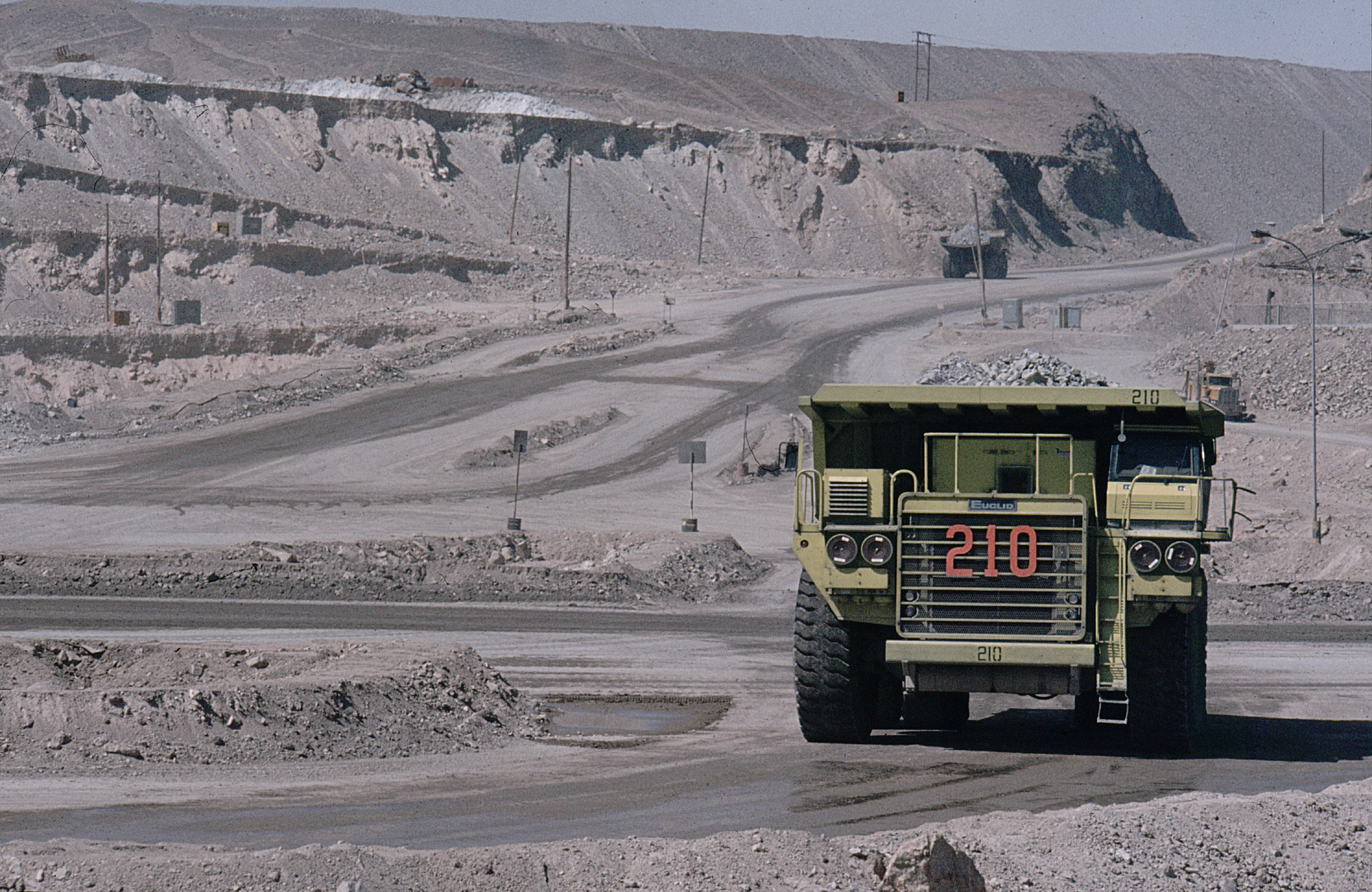
Chuquicamata, la miniera a cielo aperto più grande del mondo

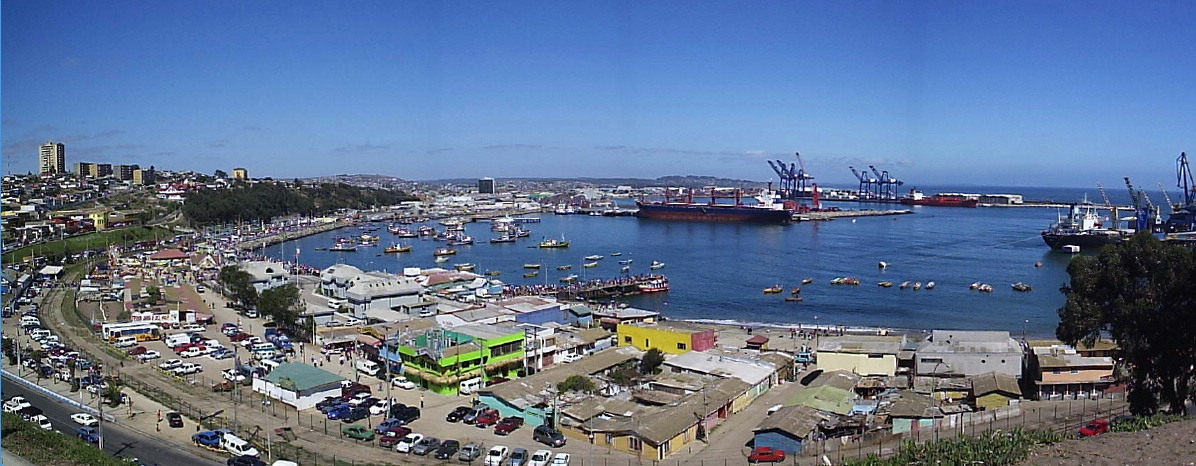
San Antonio, il principale porto esportatore del Paese

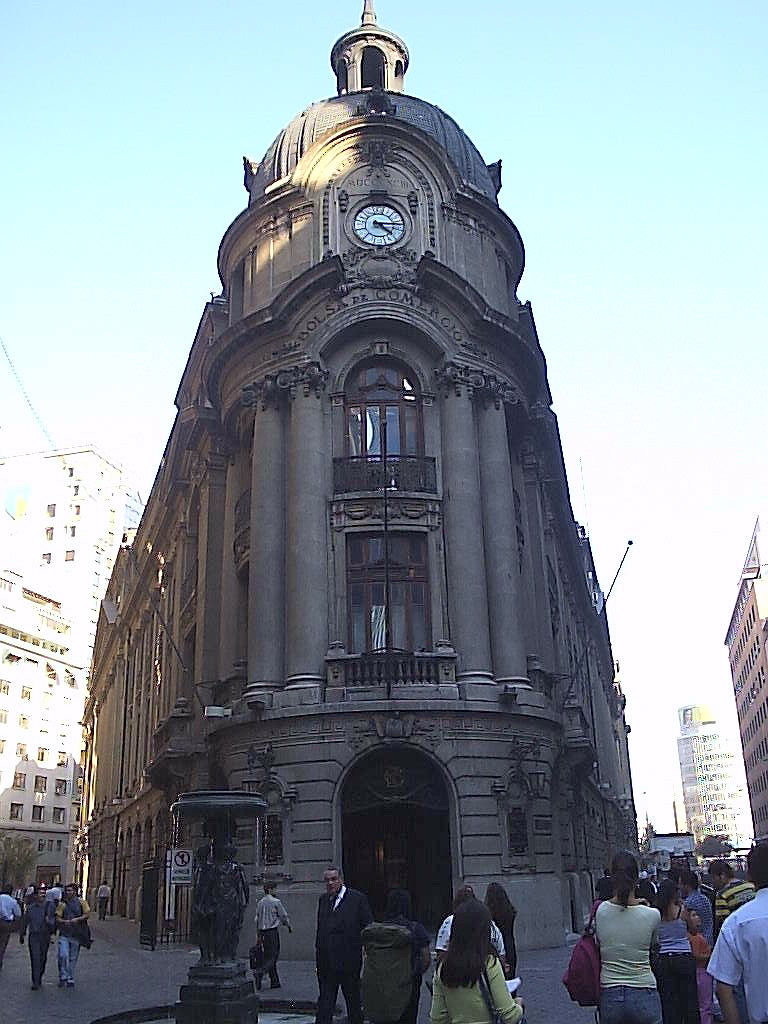
Borsa di Commercio di Santiago

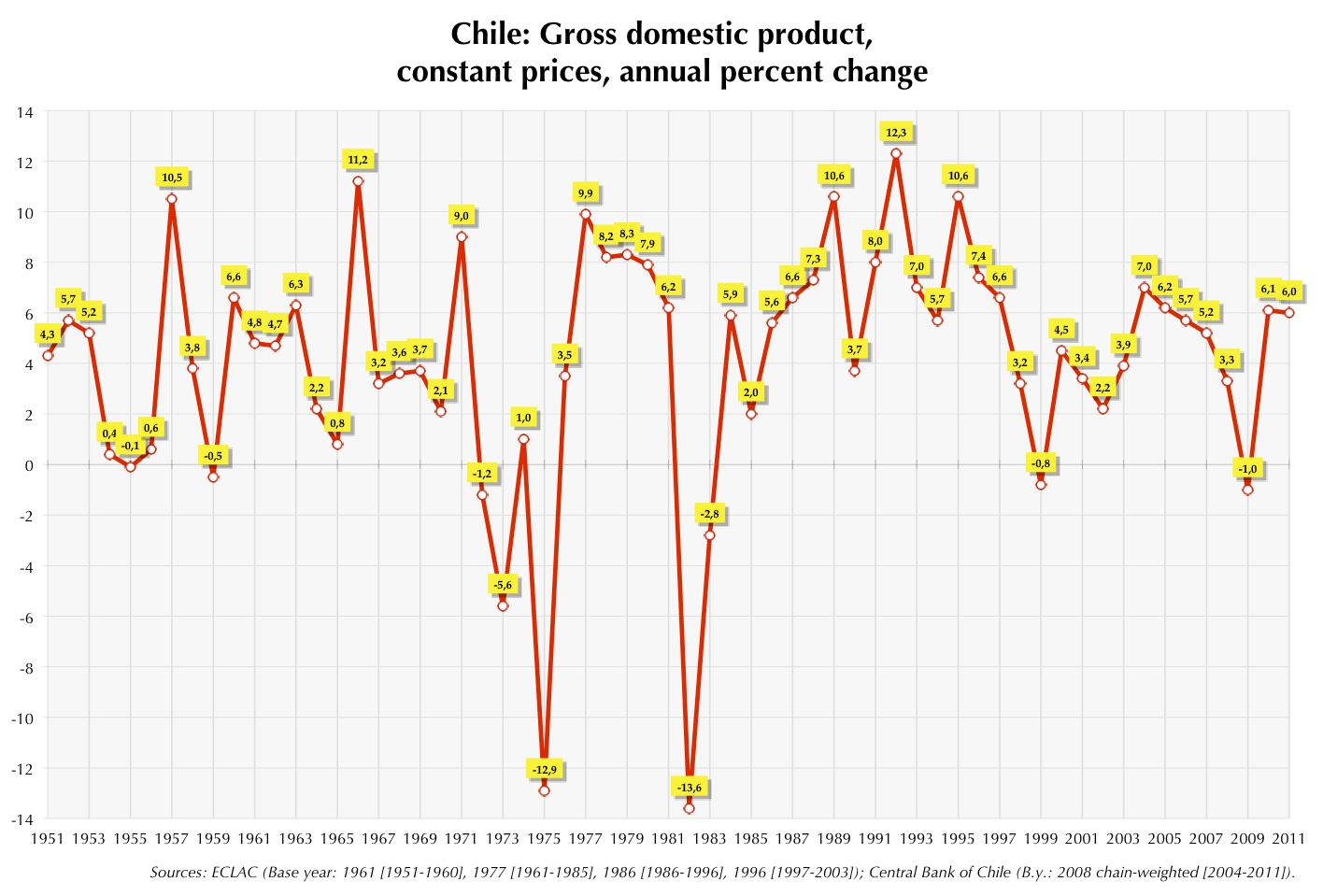
Crescita economica del Cile dal 1961

#### Indice di Sviluppo Umano

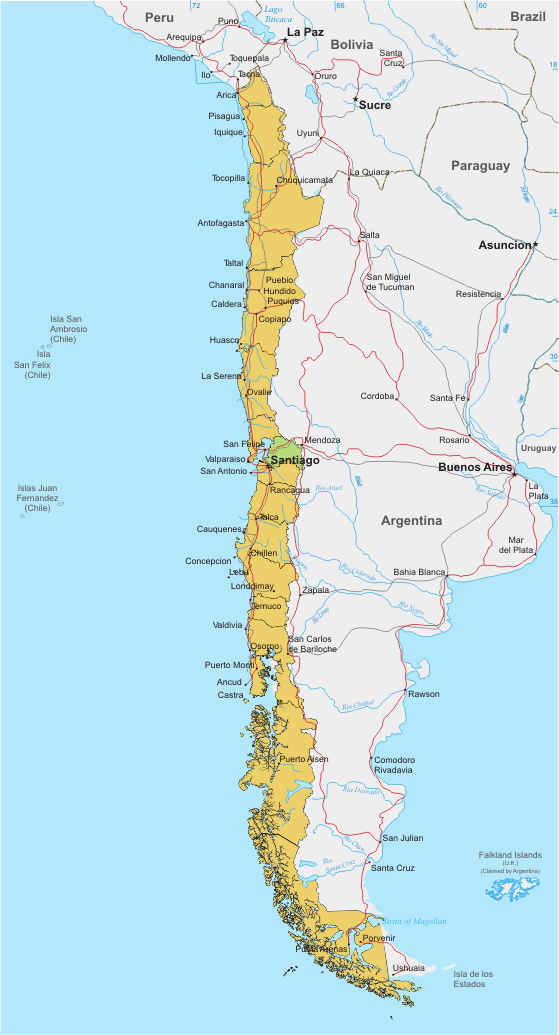
ISU Cile

### Turismo

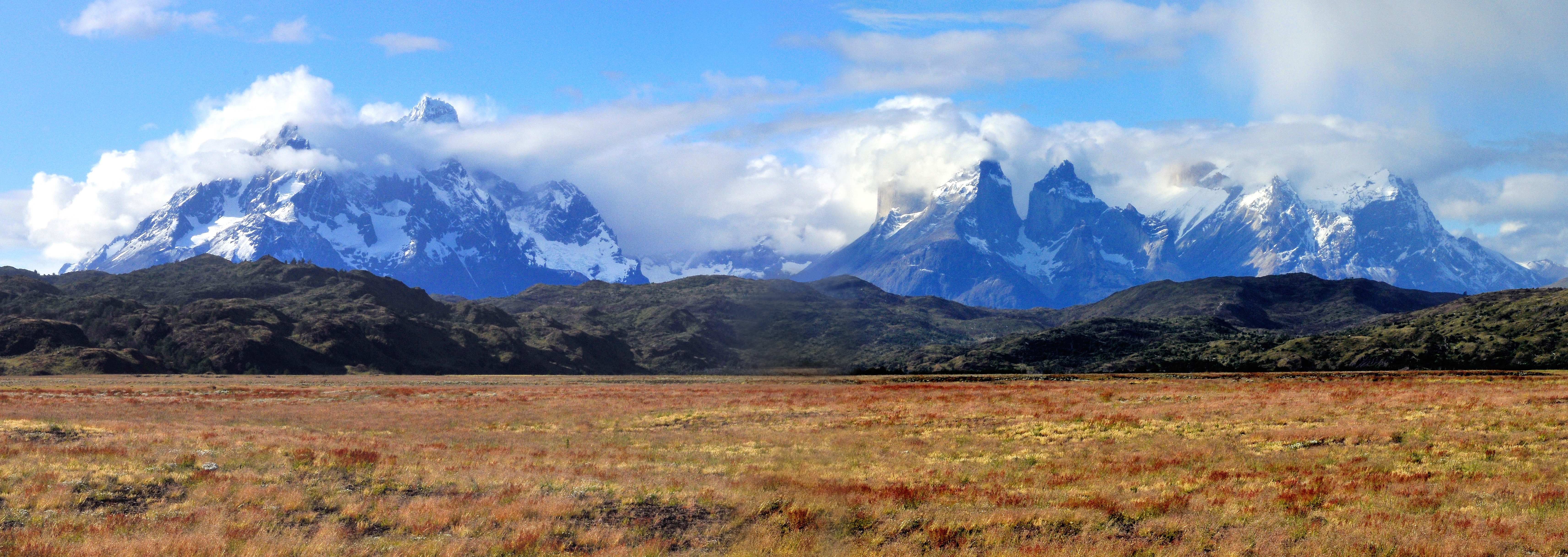
Torres del Paine

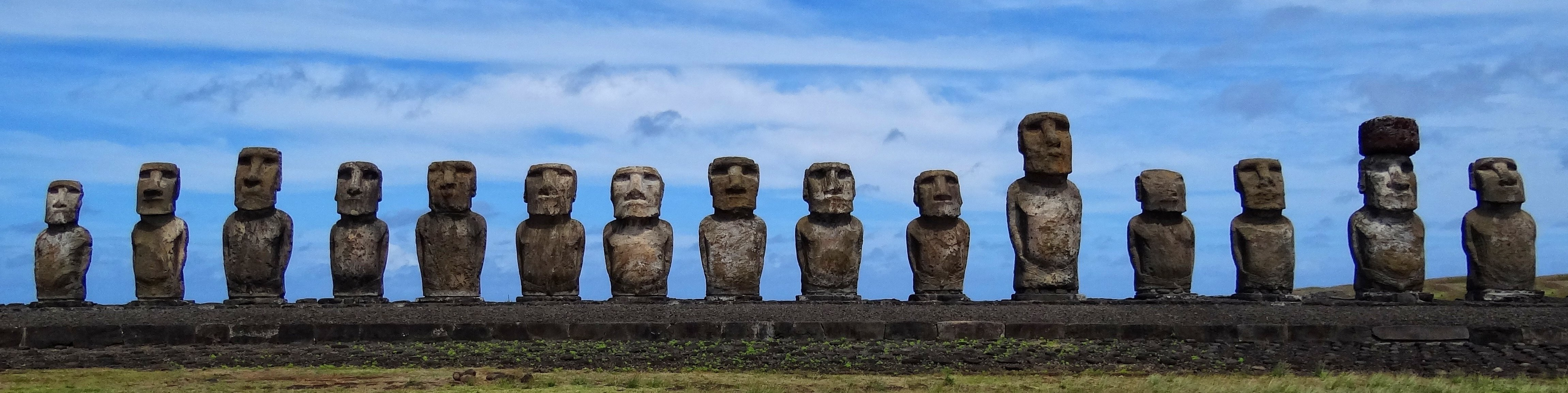
Moai ad Ahu Tongariki, Isola di Pasqua